# Политехнический музей
Политехни́ческий музе́й (Полите́х) — один из старейших научно-технических музеев мира, расположен в Москве на Новой площади. Образован в 1872 году по инициативе Общества любителей естествознания, антропологии и этнографии при активном участии профессоров Московского университета Григория Щуровского, Анатолия Богданова и Августа Давидова. В основу фондов легли коллекции Политехнической выставки 1872 года.
Музей был открыт 12 декабря 1872 года в арендованном здании на Пречистенке. Архитектор Николай Шохин разработал планировку собственного здания музея, первый камень фундамента был заложен в 1874 году. 30 мая 1877 года состоялась торжественная церемония открытия здания музея. Строительство ещё двух корпусов растянулось на 30 лет и закончилось только в 1906-м, ещё год заняла отделка.
Всё это время Музей прикладных знаний осуществлял миссию: «Знания из кабинета учёного должны поступать в массы народа и стать его умственным достоянием». Первые лекции в здании прошли 11 октября 1907 года. После революции, в 1918-м музей передали в ведение специальной коллеги Народного комиссариата просвещения РСФСР под руководством Надежды Крупской и переименовали в Центральный институт политехнических знаний. В 1930-х главной задачей музея стала идеологическая поддержка индустриализации и коллективизации.
Во время Великой Отечественной войны музей не прекращал выставочную деятельность, но ещё работал как пункт противовоздушной обороны и убежище. С 1947 года Политех был под руководством Всесоюзного общества «Знание», там возобновили экскурсии, публичные лекции-демонстрации и консультации, были налажены контакты с зарубежными музеями. В честь столетия Политехнического музея в 1972 году его коллективу присвоили орден орден Трудового Красного Знамени.
В 1991-м Политехнический музей был объявлен особо ценным объектом наследия народов Российской Федерации. Во время нестабильной экономической ситуации в стране музей переживал период стагнации. В 2000 году был создан Попечительский совет Политеха. С 2013 года в историческом здании проходит реставрация, завершение которой планировалось в 2021 году, но было отложено до 2025 года. Выставочная деятельность продолжалась на других площадках, например, ВДНХ и технополисе «Москва».

## Наименования
- 1872—1919 — Музей прикладных знаний
- 1919—1922 — Центральный институт политехнических знаний
- 1922—1992 — Российский государственный политехнический музей (в 1988 году Политех получил статус Главного музея истории науки и техники СССР[21])
- 1992—1994 — ФГБУК «Государственный политехнический музей»
- С 1994 года — ФГБУК «Политехнический музей»

## История

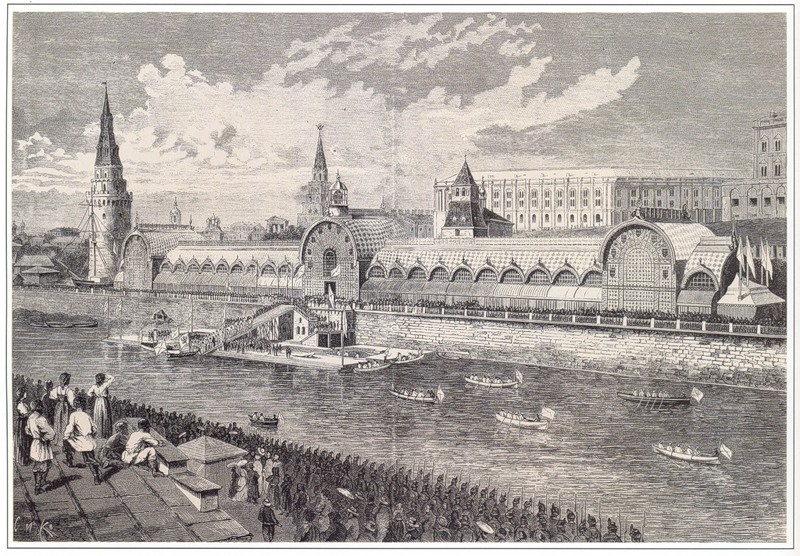
Встреча ботика «Святой Николай» перед морским отделом Политехнической выставки
Гравюра Михаила Настюкова, 1872 год

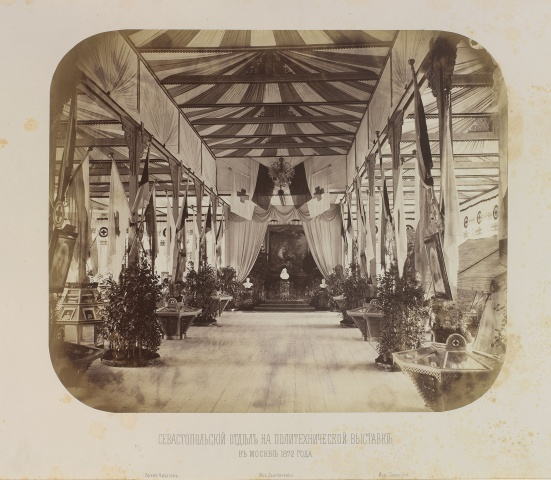
Павильон Политехнической выставки, 1872 год

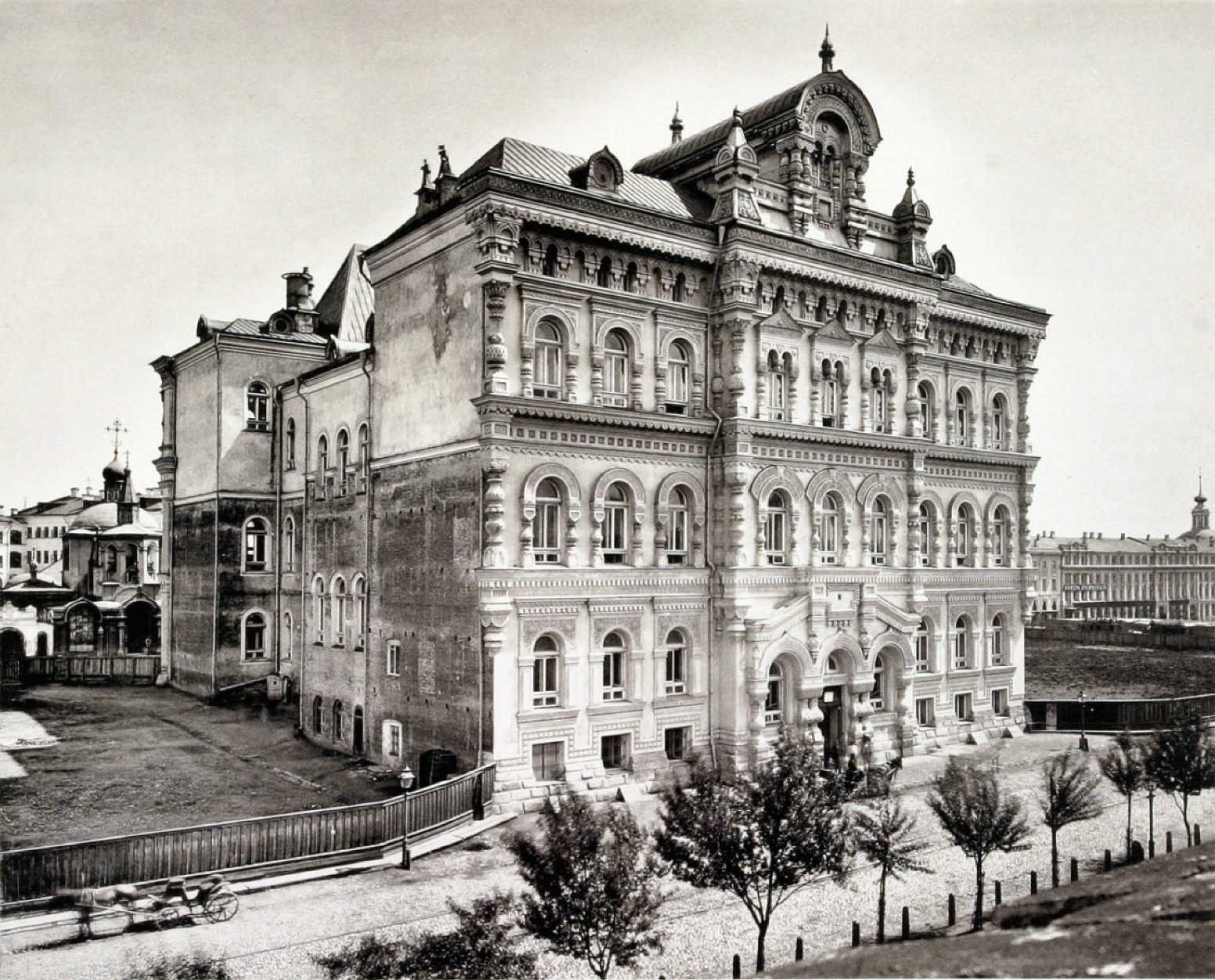
Фасад центрального корпуса Музея прикладных знаний, 1884 год

### Предпосылки создания
На фоне промышленной революции 50-х годов XIX века в Европе стали популярны музеи техники и научных достижений. В течение двадцати лет в Париже, Лондоне, Вене, Берлине и других крупных городах открыли свыше ста подобных заведений. В России идея создания Политехнического музея сформировалась в эпоху реформ Александра II под влиянием зарождающегося отечественного капитализма. В 1864 году по инициативе профессоров Григория Щуровского, Анатолия Богданова и Августа Давидова при Московском университете учредили Общество любителей естествознания, антропологии и этнографии. Сообщество помогало развивать науку и распространять естественно-научные знания. Члены общества снаряжали экспедиции, создавали лаборатории, организовывали лекции, вели издательскую деятельность. В частности, выпустили 130 томов «Известий» — летопись российской науки. Но организация не имела постоянной базы, где могла бы развернуть масштабную просветительскую работу.
Летом 1868 года Анатолий Богданов предложил организовать в Москве выставку прикладного естествознания. Предполагалось, что она будет скромной из-за недостатка финансирования, а собранные экспонаты по завершении распределят между Зоологическим, Минералогическим и Ботаническим кабинетами Московского университета. Но Министерство государственных имуществ выделило на организацию мероприятия 2000 рублей и предоставило под выставочное пространство около 20 гектаров, протянувшиеся от Манежа, через Александровский сад, по набережной Москвы-реки от Кремля до Москворецкого моста. В мае 1870 года на заседании Московской общей думы Богданов поднял вопрос о создании Всероссийского промышленного музея, куда направили бы экспонаты после окончания мероприятия.
При обществе создали специальный комитет для устройства Политехнической выставки, запланированной на 1872 год. Участники выставки должны были представить образовательные экспонаты, которые демонстрировали в действии научные законы и производственные процессы. Например, в техническом отделе соорудили действовавший маслобойный завод, представляли образцы масел, семян и контрольные приборы. Инженер-изобретатель Владимир Чиколев впервые представил российской публике электрифицированную швейную машинку. Всего устроили 24 тематических отдела, среди которых были Геолого-минералогический и горнозаводский, Технический, Мануфактурный, Почтовый, Телеграфный, Прикладной физики, Гидравлический и другие. На выставке было представлено 10 000 отечественных и порядка 2000 зарубежных экспонатов.
Открытие выставки приурочили к празднованию 200-летия со дня рождения Петра I. Во время подготовки проложили первую в Москве конную рельсовую дорогу. За три месяца работы экспозицию посетило 750 тысяч человек, что, по данным переписи населения 1871 года, превышало общее количество горожан примерно на 150 тысяч человек. Церемония закрытия выставки состоялась 1 сентября 1872 года у ботика Петра I в Морском отделе.

### Музей прикладных знаний
26 апреля 1871 года вышел указ императора Александра II об учреждении Музея прикладных знаний.
23 сентября 1872 года Александр II учредил Кабинет для устройства Музея прикладных знаний и управления им. Почётным председателем комитета стал великий князь Константин Николаевич. Также в его состав вошли московский городской голова Иван Лямин, министр финансов Михаил Рейтерн, профессор Анатолий Богданов, директор Императорского технического училища Виктор Делла-Вос, ректор Московского университета Сергей Соловьёв, председатель Московского архитектурного общества Николай Шохин и другие общественные деятели. Непосредственным руководителем комиссии до 1884-го являлся геолог Григорий Щуровский, позднее — А. Д. Наумов, в 1895—1919 годах — Владимир Голицын.
Открытие Музея прикладных знаний в арендованном доме командора Московского речного яхт-клуба на Пречистенке состоялось 12 декабря 1872 года. На торжественном мероприятии профессор геологии Григорий Щуровский отметил значимость этого события:
Во всех образованных государствах существование публичных музеев считается делом настолько важным, что эти государства жертвуют для них значительные материальные средства и смотрят на эти учреждения как на драгоценные хранилища наглядных результатов прошедшей и современной деятельности ума человеческого, которые, следовательно, должны заключать в себе в значительной степени образовательную силу. Не подлежит сомнению, что такого рода учреждения действуют весьма благодетельно и на возвышение нравственных его качеств, так как эти последние находятся в тесной связи с умственной культурой человека.
Общество любителей естествознания планировало сделать музей крупнейшим научным и просветительским центром России. Григорий Щуровской так описывал замысел: «Знания из кабинета учёного должны поступать в массы народа и стать его умственным достоянием». Профессор Иван Архипов полагал, что музей должен стимулировать русских промышленников к развитию отечественной индустрии, выступать посредником между «производственниками» и широкой общественностью.
Помещения, занимаемые музеем, не соответствовали его нуждам, экспонаты не помещались в комнатах, поэтому их часть хранилась в подвалах. Ещё до открытия экспозиции в доме на Пречистенке Комитет музея начал искать участок под собственное здание. Рассматривались площади на месте дома бывшего Горного управления на Воздвиженке, в университетском дворе напротив Манежа, на Театральной площади. В итоге Городская дума выделила под строительство участок площадью 2504 квадратные сажени (примерно 1,13 гектара) вдоль стены Китай-города, между Лубянской площадью и Ильинскими воротами. Профессор Богданов предлагал разделить музейный фонд на две независимые части: коллекцию промышленных экспонатов поместить в новое здание, а естественно-историческую выставку вынести в павильоны Александровского сада, где под составленный архитектурный проект выделили участок. Музей 12 лет спонсировал содержание этой части парка, но от задумки пришлось отказаться из-за нехватки средств — эту территорию вернули Дворцовому ведомству в 1897 году.

### Строительство здания
| - Главный вход, 2013 - Панно-триптих, 2011 - Музей из Ильинского сквера, 2020 |

Комитет поручил архитектору Николаю Шохину разработать планировку музея, но одновременно попросил иностранных архитекторов изложить своё видение. Так, эскизы музея представили создатель павильонов Всемирной выставки 1867 года Э. Трел и архитектор Художественно-промышленного музея в Вене Генрих фон Ферстель. В жюри проектировочных проектов вошли художники и архитекторы Иосиф Каминский, Пётр Зыков, Василий Карнеев, Пётр Кампиони, Владимир Соколов, Август Вебер, Александр Обер, Сергей Дмитриев, Александр Попов. В декабре 1874-го комитет утвердил подготовленный Шохиным план здания. По традиции того времени, оформлением фасадов занимался другой архитектор. Жюри объявило открытый конкурс, в котором победил Иероним Китнер с проектом под названием «Не богато ли?». Но позднее почётный председатель комиссии великий князь Константин Николаевич решил, что эскизам Китнера не хватает национального колорита и утвердил фасад архитектора Ипполита Монигетти в русско-византийском стиле с оригинальными орнаментами, пилястрами и балконами. Проектные чертежи главного входа и лестницы разработал Александр Каминский.
Смета на возведение и оформление фасада всего здания составляла 1,5 миллиона рублей. Но Московская городская дума выделила в 1871 году всего 500 тысяч. Даже вместе с вырученными от Политехнической выставки средствами, суммы хватало только на строительство центральной части комплекса. Комиссия переработала архитектурный проект, отказавшись в целях экономии от портика главного подъезда и башни. 9 мая 1874 года был заложен первый камень фундамента. Возведение здания продлилось три года под руководством архитектора Николая Шохина, использовавшего собственную инновационную систему перекрытий. 30 мая 1877 года состоялась торжественная церемония открытия здания музея, на которой среди прочих присутствовал критик Владимир Стасов, который отмечал следующее:
Прекрасен фасад Политехнического музея в Москве, построенный по проекту Монигетти и Никонова в русском стиле XVII века. Это пышно, красиво, дворцом смотрит и не лишено оригинальности.
Отстроенная центральная часть здания не могла вместить всю коллекцию музея. Несмотря на это, возведение северного и южного крыльев отложили из-за смерти архитектора Монигетти и недостатка финансирования. Чтобы продолжить строительство, комитет был вынужден заключить сделку с частными предпринимателями: они получали в долгосрочную аренду нижний и подвальные помещения со стороны Ильинского сквера. В 1886-м задумку Монигетти переработал инженер И. А. Сытенко при помощи архитекторов Николая Шохина и Августа Вебера. Они переоформили фасад в русском стиле, сделав его гораздо скромнее центральной части. Композиционные элементы вытянули по горизонтали, сместив уровень этажей.
Церемония закладки правого, южного крыла состоялась 30 мая 1887 года. Инженеры И. А. Сытенко и В. А. Бабин предусмотрели эксплуатацию и размещение товарищества «Лубянско-Ильинские торговые помещения» в нижнем и цокольных этажах, а также в верхнем антресольном этаже, согласно заключённым договорам на аренду сроком на 30 лет.
Строительство второй очереди музея продолжалось почти десять лет, до 1896 года, при участии архитекторов И. П. Машкова, С. Н. Тихомирова, Ф. О. Шехтеля.
К возведению левого, северного крыла приступили только в 1903 году при схожих обстоятельствах: застройщики получали часть здания под коммерческие нужды в аренду на 36 лет. Третий этаж спроектировали под залы музея и аудиторию на тысячу человек. Автором концепции был директор инженерно-архитектурного музея Александр Семёнов при участии архитекторов И. П. Машкова, З. И. Иванова и Н. А. Алексеева. Кроме Большой аудитории на третьем этаже устроили две изолированные малые аудитории на 200 человек, химическую и физическую лаборатории, на последнем ярусе разместили метеорологическую станцию, а в стеклянном фонаре на крыше — теплицу. Строительством руководили архитекторы и инженеры В. И. Ерамишанцев, Владимир Воейков. Проектные чертежи разработал инженер Георгий Макаев, по его инициативе рабочие использовали технологически новое каркасное строительство и блочные перекрытия из цементных плит. Макаеву также приписывают эскизы сохранившейся фрески-триптиха «Аллегория хозяйственного труда» на фасаде северного крыла. Вероятно, в создании живописи участвовал художник Илья Машков.
Строительство приостанавливали на время вспыхнувшего в Москве восстания рабочих, митинги проходили прямо у стен здания. В 1905 году весь музейный комплекс пострадал от пожара, завершение его западного фасада было восстановлено только к 1912-му. Возведение аудиторного корпуса завершилось в 1906-м. Но отделка помещений заняла ещё около года, поэтому первые лекции в здании прошли 11 октября 1907 года. В общей сложности возведение комплекса заняло около 30 лет, три четверти ансамбля было построено на частные инвестиции.

### Обновлённая экспозиция

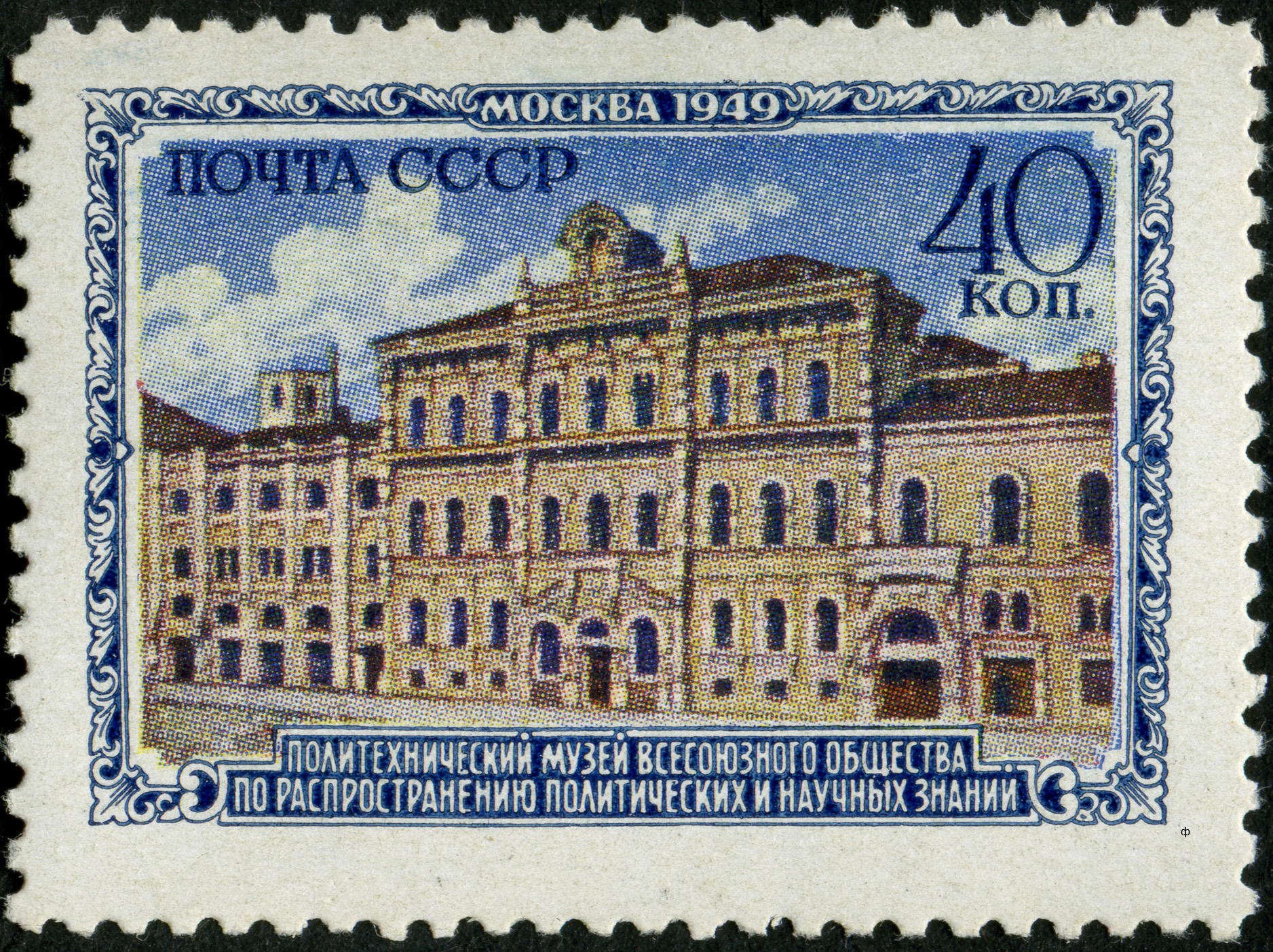
Советская марка с изображением Политехнического музея, 1949 год

Музейная экспозиция состояла из девяти разделов техническо-промышленной и прикладной направленности. Вплоть до 1927 года в музее действовали технический отдел с механическим, технологическим и горнозаводским подразделами, сельскохозяйственный, отдел прикладной зоологии, прикладной физики, архитектурный, учебный, отдел торгового мореходства и почтовой техники. Целью музея была популяризация технических и научных достижений, а также просвещение малообразованных слоёв населения. Члены Императорского общества формировали коллекции, отражающие достижения и новинки научно-технической и естественной сфер знаний. Основным источником новых экспонатов стали отечественные и зарубежные выставки, источниками финансирования — научные общества и частные инвесторы. Кроме того, часть сотрудников работала бесплатно.

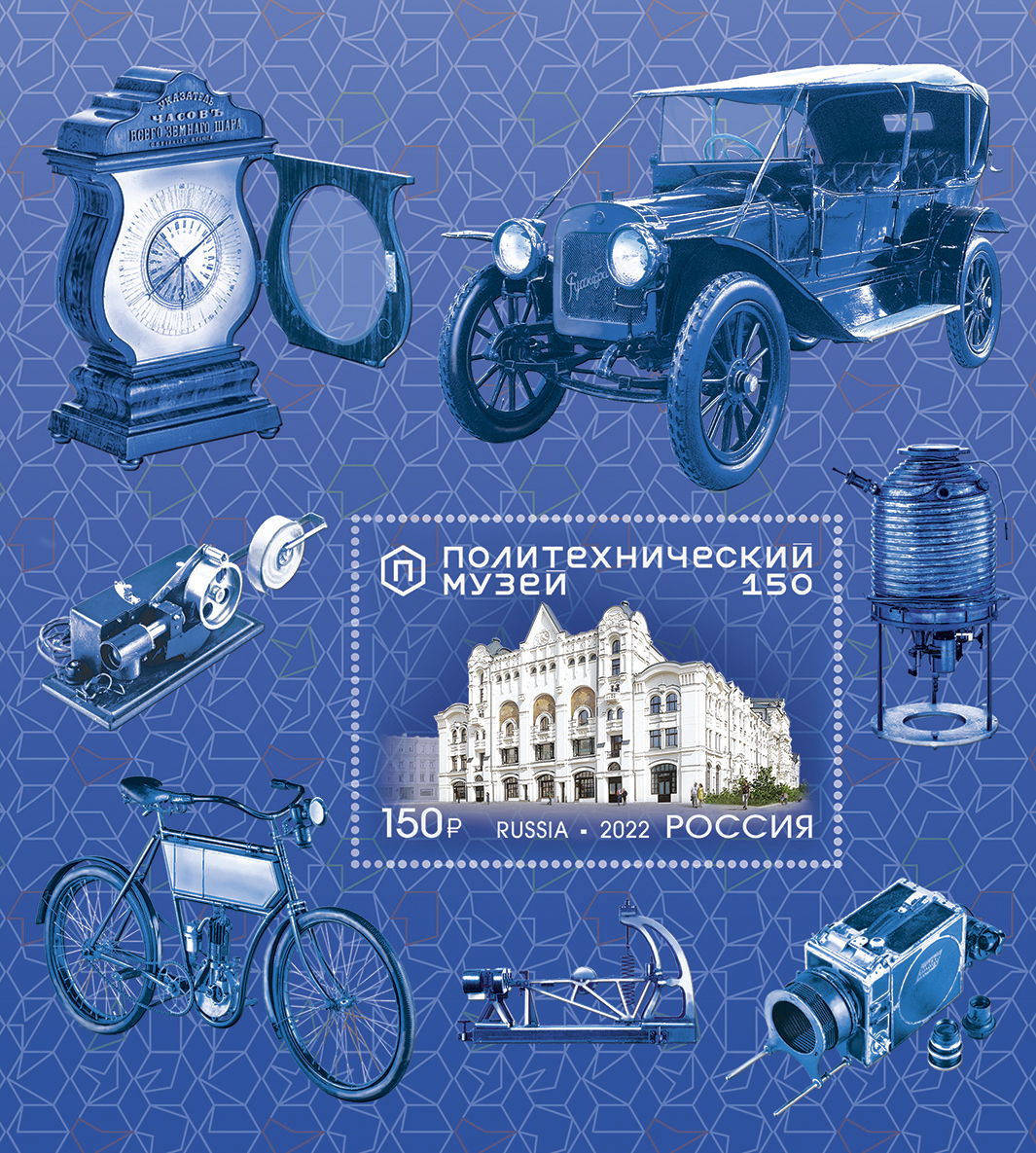
Почтовый блок — 150 лет Политехническому музею

Руководителями отделов и научных лабораторий музея в разное время числились профессора Алексей Владимирский, Климент Тимирязев, Александр Столетов, физик Пётр Лебедев, естествоиспытатель Николай Жуковский и другие. После студенческих волнений 1911-го и погрома в Московском университете часть его учёного состава перешла на службу в Музей прикладных знаний, среди них были Владимир Вернадский, Николай Умов, Николай Зелинский, Сергей Чаплыгин. По их инициативе в публичных аудиториях музея проводили платные курсы, средства от которых поступали в фонд музея. В разное время лекции читали астроном Фёдор Бредихин, математик Август Давыдов, физик Алексей Владимирский, химик Александр Колли, Григорий Щуровский и другие.
Основная экспозиция была открыта для всех желающих, а по четвергам, пятницам, воскресеньям и в праздничные дни вход был бесплатным на все мероприятия музея. Для увеличенного потока посетителей в выходные организовали дополнительные объяснения коллекций, публичные чтения и курсы лекций по физике, прикладной зоологии, товароведению, молочному делу и другим предметам. Бесплатные народные чтения пользовались большой популярностью: всего с 1877 по 1914 год в музее провели около двух тысяч лекториев. Мероприятия, на которых часто устраивали научные опыты, привлекали в музей посетителей из разных слоёв общества: слушательниц женских курсов, подмастерьев, фабричных рабочих, кадетов, студентов и прочих. В. А. Вагнер, один из экскурсоводов музея, вспоминал:
По воскресеньям в музей валила толпа прямо с базара, который раскинулся тут же у Никольских ворот: публика в чуйках и платочках — словом, такая, которая до того времени ни о каких музеях не слыхала, — настоящая московская улица. А ведь как слушали, как интересовались!

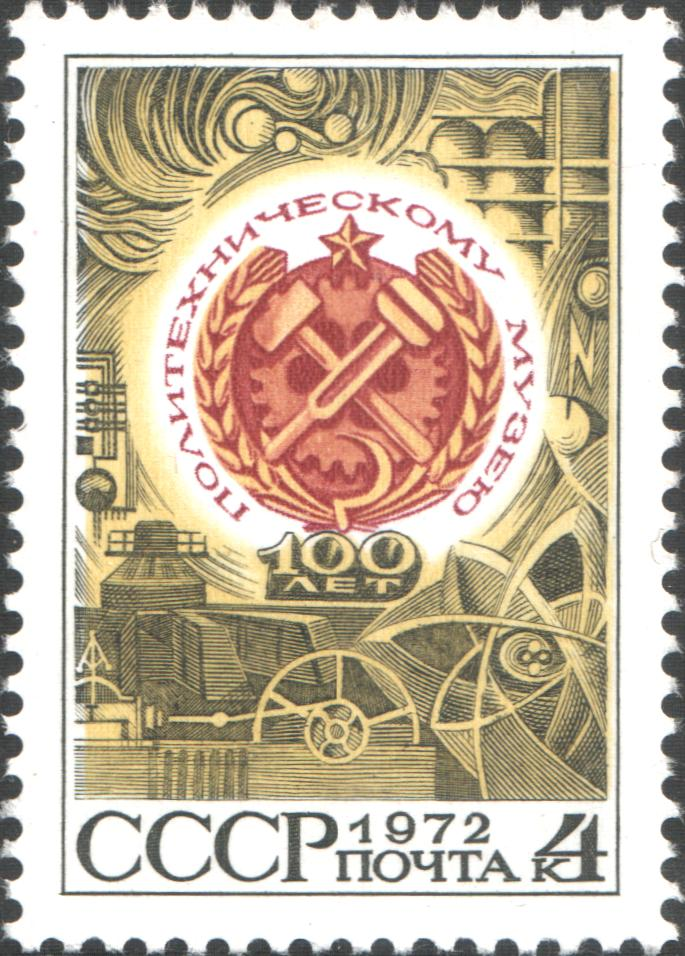
Почтовая марка СССР, 1972 год. 100-летие музея

Помимо этого в стенах музея проходили регулярные заседания Общества по распространению полезных книг, Высших женских курсов, Московского общества сельского хозяйства и Московского медицинского общества, курсы Общества воспитательниц и учительниц, классы технического рисования, съезды земских врачей и учителей, занятия частных общеобразовательных учреждений, таких как Высшие женские курсы В. И. Герье. По данным только 1878 года в музее проводили регулярные собрания 12 учёных обществ, благодаря чему музей получил статус городского центра научной деятельности.
Данные по количеству посещений в этот период разнятся. По одним сведениям, в 1873 году его посетило 12 552 человека, в 1913-м — 156 000. Историк А. И. Анисимов указывает, что в 1872 году в музее побывало 1828 посетителей, а в 1914-м — 133 409. Также существуют данные, что в первый год после строительства нового здания на Лубянской площади комплекс осмотрели более 270 000 посетителей. Всего за первые 13 лет существования музея экспозицию увидели 1 360 260 человек. По свидетельству профессора Гургена Григоряна, занимавшего пост генерального директора музея в 1992—2010 годах, в общей сложности с момента основания до 1915-го на лекциях и мероприятиях музея побывало более пяти миллионов слушателей, около 90 % из них бесплатно, около 10 % составляли учащиеся из Москвы и других населённых пунктов.
Во время Первой мировой войны в здании музея обустроили госпиталь с лазаретом на 60 коек, обслуживающим до 400 тысяч человек в год. В здании работал рентгенологический кабинет, которым также пользовались другие московские больницы. В 1915-м коллектив музея присоединился к Красному Кресту Никольской Общины и стал готовить для фронтовиков наборы с бельём, одеждой, мылом и полотенцами, табаком и продуктами. При этом музей продолжал работать: для раненых проводили экскурсии, устраивали благотворительные музыкальные и литературные вечера. В этот период в музее выступал писатель Иван Бунин, доходы направляли в фонд помощи жертвам войны.

### Центральный институт политехнических знаний
Во время революционных событий 1917 года музей стал важной общественно-политической площадкой: в аудиториях проводили агитации и митинги, в здании работал Московский городской совет. Считается, что именно в Большой аудитории торжественно провозгласили победу советской власти в Москве. В 1918-м Политехнический музей передали в ведение специальной коллегии Народного комиссариата просвещения РСФСР под руководством Надежды Крупской. Руководство рассматривало музей как площадку для демонстрации достижений новой власти «в рамках борьбы за техническую грамотность населения и кампании по подъёму трудового энтузиазма». Правительство с 1917 по 1924 год издало более 30 распорядительных актов, регулирующих работу музея. Всё это время здание продолжали использовать как площадку для пленумов Московского Совета и митингов трудящихся, где неоднократно выступали Владимир Ленин, Феликс Дзержинский.
В июне 1919 года музей переименовали в Центральный институт политехнических знаний. Главной его деятельностью осталось распространение естественнонаучных знаний, знакомство населения с достижениями науки и проведение научных исследований. В это время Политехнический музей стал центром краеведческого движения: в конце 1921-го в Большом зале прошла I Всероссийская конференция по краеведению, после которой направление набрало популярность, и по всей стране было устроено 285 краеведческих музеев. В этом же году в лектории музея обсуждали план электрификации страны, возобновили открытые научно-популярные лекции для трудящихся.

### Политехнический музей

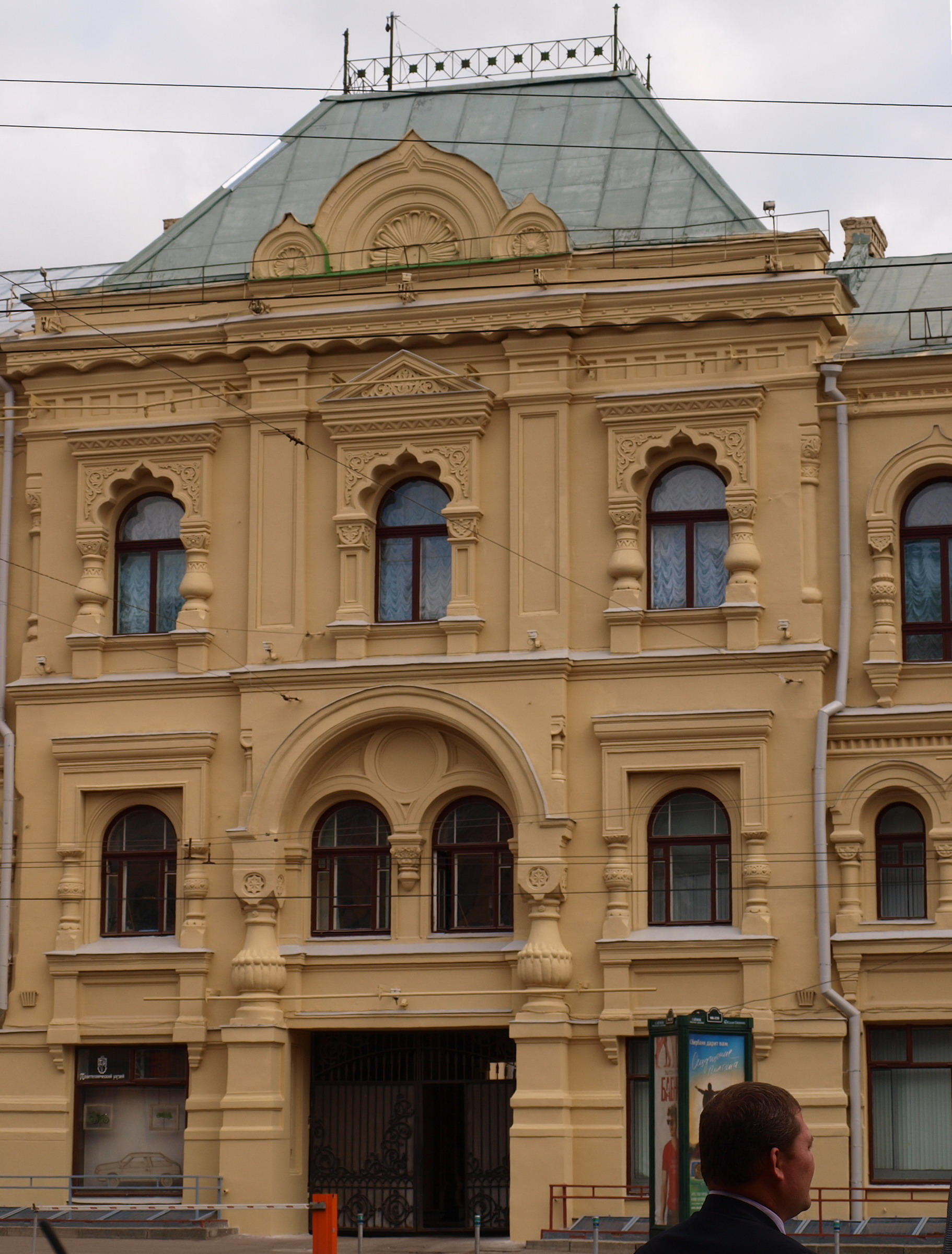
Фасад Политехнического музея, 2009

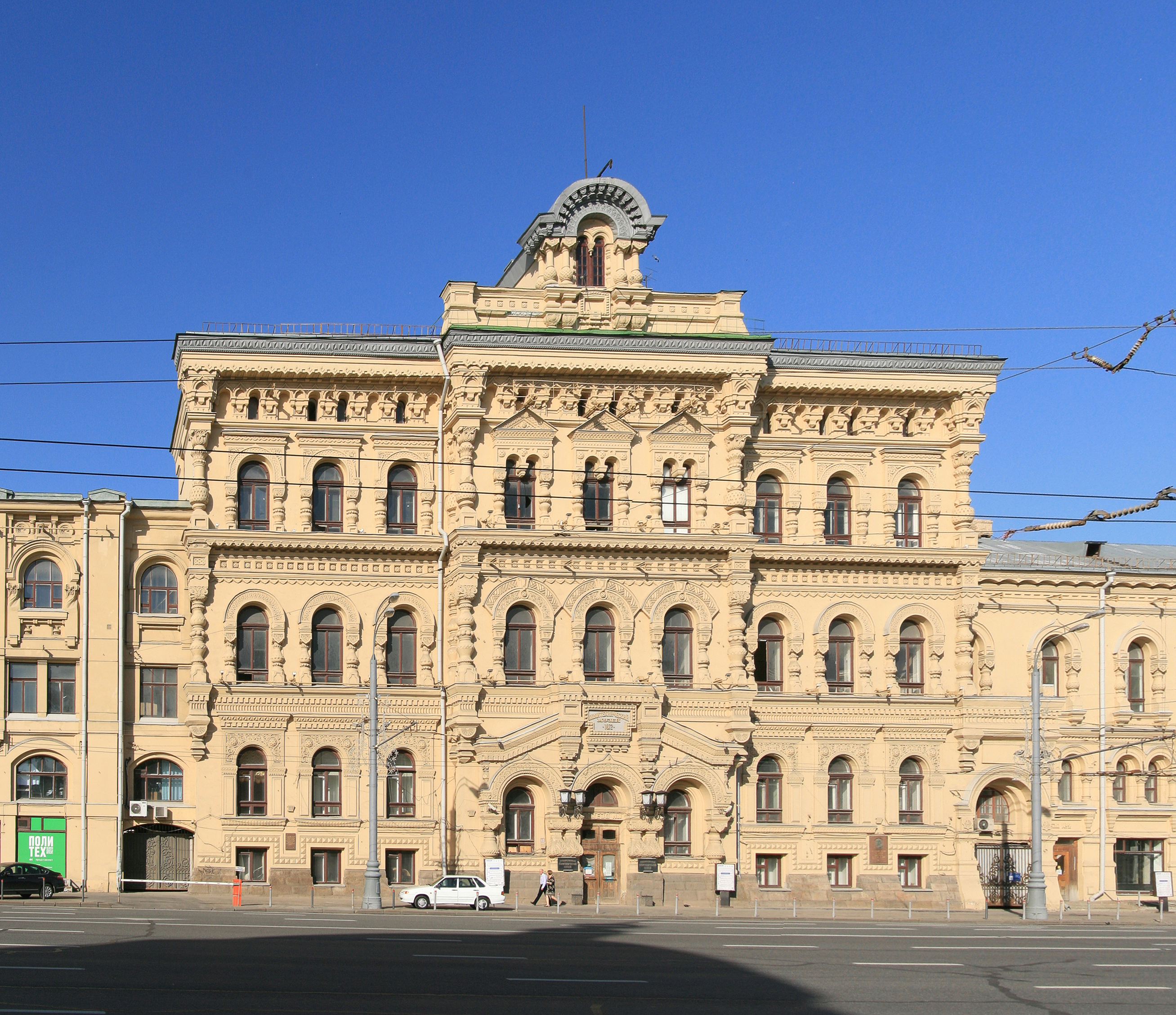
Центральный фасад музея, 2014

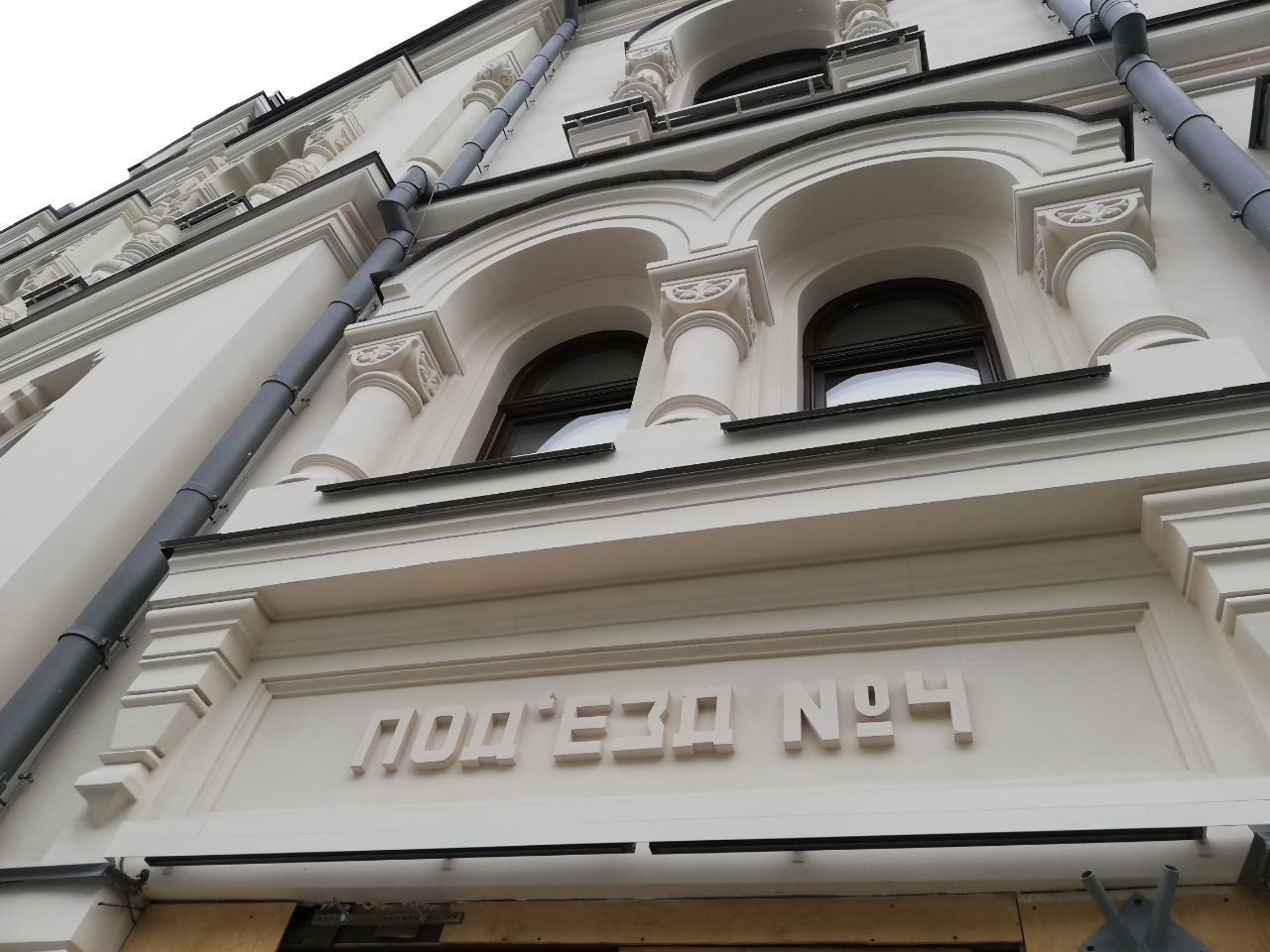
Отреставрированный вход в музей, 2019

В честь пятидесятилетнего юбилея в 1922 году музей переименовали в Российский государственный политехнический музей, само учреждение национализировали. Через год его передали в ведение Главного управления науки под руководством Фёдора Петрова. При нём здание полностью электрифицировали, что позволило проводить вечерние лекции. К 1925 году посещаемость музея удвоилась, площадь экспозиции возросла до 11 000 м². Там впервые провели ряд государственных технических выставок: Всесоюзную светотехническую выставку (1917), Всесоюзную радиовыставку (1925), выставку Харьковского физико-технического института(1932), представляющую успехи в расщеплении ядра атома. К тому времени помещения музея уже требовали ремонта: была повреждена отопительная система, текла крыша. Политех хоть и был фактически единственным в стране центром просвещения в технологической сфере, но его фонды не поспевали за темпами технического прогресса. В 1929—1931 годах прошла реорганизация музея. Выставку разделили на 22 отдела по трём направлениям: общему, фабрично-заводскому и сельскохозяйственному (тематически близкая Всесоюзная сельскохозяйственная выставка была организована только в конце десятилетия). Появились разделы «Эпопея „Челюскина“», «Станки и инструменты», «Энергетика», «Химия», «Лёгкая промышленность», «Рентгенотехника», «Кинофотопромышленность» и другие. Основу экспозиции составили индустриальные достижения первой пятилетки, количество выставленной дореволюционной техники сократили. К концу десятилетия музей разработал передвижные выставки для экспонирования в парках. Лаборатории музея прекратили исследовательскую деятельность и были перепрофилированы в центры повышения квалификации рабочих.
Несмотря на реструктуризацию, Комиссия по чистке аппарата отмечала в отчёте за 1931 год, что Политехнический музей оставался «отставшим от революции культурным участком», а «научные ценности музея не поставлены на службу пролетарского государства в борьбе за новый общественно-политический строй». После этого во главе музея стал партийный деятель Яков Юровский.
В 1932 году правительство рассматривало проект «Дворца техники» авторства Николая Бухарина — многопрофильного музейно-выставочного центра, где молодёжь могла бы получить техническое образование. Здание предлагалось возвести на левом берегу Москвы-реки напротив Центрального парка культуры и отдыха. Чтобы собрать музейный фонд, к XVII съезду ВКП(б) 1934 года устроили выставку «Наши достижения»: на площади около 20 000 м² демонстрировали заслуги советских учёных и инженеров, там были автомобиль ГАЗ, участвовавший в Каракумском пробеге, кабины стратостата СССР-1, модели блюминга, паровозов ИС и ФД, самолётов, шлюзы Беломорско-Балтийского канала и Днепростроя, шаропоезд Ярмольчука и многое другое. Выставка просуществовала около года и пользовалась большим успехом, за это время её посетило около двух миллионов человек. Однако по решению Политбюро, работы по созданию «Дворца техники» прекратили в 1935-м, а собранные архивы и экспонаты через четыре года передали Политеху.
С первых дней Великой Отечественной войны в музее действовали круглосуточный пункт противовоздушной обороны и два убежища на 250 человек. Во время бомбардировок Москвы 1941 года один из снарядов попал в здание Политехнического музея, уничтожив часть коллекции. Сохранившиеся экспонаты разместили в других залах или эвакуировали из города. До мая 1943-го музей был закрыт, сотрудники же продолжали устраивать временные передвижные выставки военно-оборонной тематики, например, «Экономия топлива», «Экономия электроэнергии», «Металлолом — на службу обороны страны», «Героический тыл в помощь фронту». В здании музея действовали курсы по подготовке шофёров и радистов, временная экспозиция знакомила с методами противотанковой обороны. После окончания войны музею остро не хватало квалифицированных кадров и современной техники. Некоторые источники говорят, что из эвакуации вернулась только часть коллекций. Так, из Казахстана, куда отправляли на временное хранение отдел меховой промышленности, прислали записку с сообщением, что экспонаты были использованы зимой «по назначению».
В 1947 году Политехнический музей передали под руководство Всесоюзного общества «Знание», созданного по инициативе группы общественных деятелей во главе с президентом Академии наук СССР Сергеем Вавиловым. В Политехе снова запустили экскурсии, лекции-демонстрации и консультации, организовывали ряд выставок: «Электропромышленность СССР» (1947), «Промышленность средств связи» (1948), «Изобретательство и рационализация в лёгкой промышленности» (1949), «Социалистический учёт» (1949—1951), «Приборостроение» (с 1949). Экспозицию перестроили с ориентацией на учебный процесс школ и вузов, открыли ряд новых залов: «Пластические массы», «Гидротехническое строительство в СССР» и другие. На выставке появились новые науки: кибернетика, квантовая механика, атомная физика. Политех стал одной из площадок для Всесоюзной выставки технического творчества пионеров и школьников, которая проводилась с 1955 года. К этому моменту в музее действовало 50 демонстрационных залов и кабинетов, где было собрано более 20 000 экспонатов.
В начале 1970-х годов экспозицию снова обновили. Сотрудники оформили зал химии полимеров, отделы космонавтики и автоматики, устроили центр борьбы за качество и надёжность промышленных изделий. Одновременно они продолжали просветительскую работу: за 1966—1971 годы учёные провели 247 выездных лекций и 157 выставок. Политехнический музей сотрудничал с 48 музеями из 24 стран мира. В разное время в его здании представляли научно-технические выставки музеи Чехословакии, ГДР, Польши, Венгрии.
В честь столетия Политехнического музея в 1972 году его коллективу присвоили орден Трудового Красного Знамени. На юбилейной выставке представили подлинные печатные издания середины XIX и начала XX века, выпустили коллекционные конверты и марки. В 1970-х годах Политех вошёл в состав Международного совета музеев при ЮНЕСКО.
В 1987 г. руководство приняло новую рабочую концепцию, направленную на развитие всех форм музейной работы. К примеру, музей выступил одним из сооснователей Ассоциации научно-технических музеев Российского комитета ИКОМ, став базой для её научной и методической работы.
В 1991 году указом президента Бориса Ельцина Политехнический музей был признан федеральной собственностью и особо ценным объектом национального наследия, через год его перевели на баланс Министерства культуры. В конце 1990-х годов он вошёл в список вновь выявленных объектов культурного наследия. Но одновременно государственное финансирование музея сильно сократилось из-за нестабильной экономической ситуации в стране, поэтому организация была вынуждена начать коммерческую деятельность. Музей стал соучредителем Товарно-сырьевой биржи, вступил в партнёрские отношения с Военно-промышленной инвестиционной компанией, благодаря этому музей смог пополнить фондохранилище.
В 2000 году был создан Попечительский совет организации, его первым председателем стал член правительства РФ Илья Клебанов. С 2009-го в состав совета входит политик Анатолий Чубайс.
В 2011 году в здании Политехнического музея открылся Музей анимационного кино, созданный бывшими сотрудниками студии Союзмультфильм.
Собрание музея насчитывает (по состоянию на 2020 год) более 200 000 предметов в 150 тематических коллекциях.
Экспозиция, на 2004 год, занимала 65 залов общей площадью 10 500 м². Ежегодно её посещало около 450 000 человек. Приоритетным направлением этого периода стало привлечение молодёжи и реализация программ для детей и школьников. Одним из новых форматов работы с аудиторией стала организация открытых показов научно-популярных фильмов.
Осенью 2011 г. Политехнический музей при поддержке Министерства культуры стал инициатором и главной площадкой первого фестиваля научного кино «360 градусов». К 130-летию комплекса, совпадающему с 550-летием со дня рождения Леонардо да Винчи, в музее организовали выставку «Мир Леонардо», где среди прочего представили его механизм, доказывающий невозможность создания вечного двигателя.
В 2023 году планируется открытие филиала в Туле, в здании бывшего кинотеатра «Центральный». Территория позволит создать отдельные пространства для мероприятий, кинопоказов, конференций, временных экспозиций. Музей будет ориентирован на региональную повестку, взяв за основу стратегию развития Тульской области и её приоритетные направления, местную промышленность.

## Глобальная реставрация

### Исходное состояние
В апреле 2004 года здание Политехнического музея пострадало от крупного пожара. Возгорание удалось погасить за несколько часов, но пламя повредило два этажа комплекса, а пожарные залили водой бо́льшую часть экспонатов.
Последующее десятилетие в музее проводили архитектурные исследования, чтобы выявить зоны, находящиеся в непригодном техническом состоянии, фундамент комплекса за всё время просел неравномерно. В здании не было центрального отопления и системы вентиляции.
В 2007 г. генеральный директор Гурген Григорьевич Григорян признал, что музей «исчерпал материальные ресурсы развития»: его инфраструктура и экспозиция устарели, часть экспонатов не работала, для крупногабаритной техники и ремонтной мастерской требовалось создание филиала, но людей и ресурсов не хватало; Политех был единственным в Москве музеем, чьи коллекции глобально не обновили за прошедшие 70 лет.
В 2009 г. Министерство культуры и Росимущество повысили стоимость аренды коммерческих помещений в здании, что привело к оттоку арендаторов и сокращению финансовых поступлений в бюджет музея.
В апреле 2010 года президент Д. Медведев поручил правительству разработать на базе Политеха концепцию Музея науки. Изначально на реализацию проекта выделили 7,6 миллиарда рублей, а работы планировали закончить через шесть лет. Попечительский совет музея помог дополнительно собрать около 60 миллионов долларов частных инвестиций. Совет возглавил заместитель председателя правительства Игорь Шувалов, помимо него в состав вошли бывший руководитель администрации президента Александр Волошин, президент фонда «Сколково» Виктор Вексельберг, заместитель председателя правительства России Аркадий Дворкович. Ежегодно совет выделяет финансирование на работу музея, так только в 2018 году Политеху предоставили 250 млн рублей.
На основании приказа Министерства культуры компания «Роснано» учредила Фонд развития Политехнического музея. В 2010 году фонд организовал международный конкурс на новую концепцию Центра инженерных искусств и технологий «Политехнический музей». В требованиях значились реконструкция внутренних дворов и устройство общественных пространств (рабочие название «Город инноваций» и «Площадь инноваций»), создание учебного кампуса и библиотеки, увеличение выставочных площадей, реконструкция и модернизация старого здания. Консультировать жюри пригласили архитектурный институт «Стрелка». Победителем конкурса стала британская компания Event Communications, которая предложила идею «концептуальной демонстрации», начинающейся с исторических артефактов и заканчивающейся современными виртуальными пространствами. Проектировщики выделили три основных раздела: энергия, материя и информация.
Предстоящая реновация вызвала резонанс в научном сообществе: высказывались опасения за сохранность коллекций и грамотный подход к организации новых экспозиций, о значительном влиянии госкорпорации «Роснано» на новый вид музея. По словам Гургена Григоряна, в 2010-м возникли разногласия между Фондом развития Политеха и руководством музея на тему стратегии развития. В 2010-м Григорян перешёл на пост научного сотрудника, а директором музея назначили бывшего министра науки и технической политики России Бориса Салтыкова.
Весной 2011 года Политехнический музей выставил архитектурные проекты реновации здания, из четырнадцати представленных работ отметили концепции японца Дзюнъя Исигами и американца Томаса Лизера. Попечительский совет попросил двух финалистов доработать проекты, победителем стала концепция Исигами. Архитектор предложил окружить здание «Музейным парком», который проходит через подземный уровень и соединяет зелёные зоны Лубянской площади и Ильинского сквера. Исигами предложил покрыть внутренние дворы сверхтонким прозрачным материалом, ранее не применявшимся в России. Пространство Южного двора отводилось под детский музей, а Северный — под площадку для научных и иных публичных мероприятий.
В июле 2013 года Борис Салтыков перешёл на должность президента Политеха. Музей возглавила Юлия Шахновская, до этого в качестве директора Фонда развития и поддержки искусства «Айрис» она запускала музей современного искусства «Гараж», а после руководила Фондом развития Политеха.
Юлия Шахновская была директором до 14 декабря 2020 года. 15 декабря 2020 года директором Политехнического музея в Москве назначена Елена Проничева, которая с 2013 года по 2020 год была Исполнительным директором Еврейского музея и центра толерантности..
В 2023 году Проничева перешла на работу в Третьяковскую галерею. Новым директором стал Дмитрий Кожанов, до этого занимавший пост помощника президента НИЦ «Курчатовский институт». Вскоре после этого новым президентом музея стал глава Курчатовского института Михаил Ковальчук.
| - Северный фасад, 2018 - Северный фасад, 2019 - Северный фасад, 2019 |

### Ход реставрационных работ

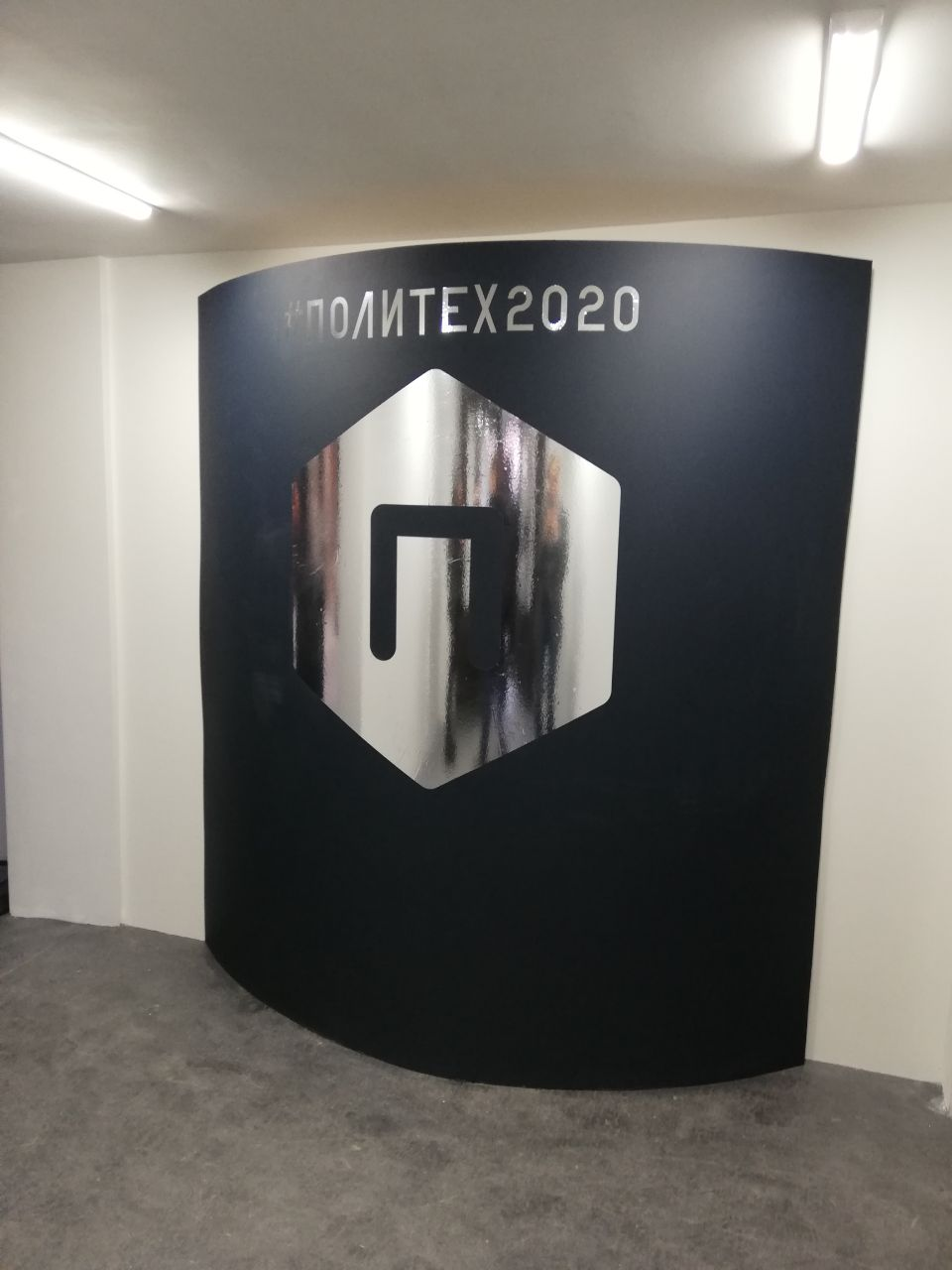
Внутри главного здания Политехнического музея на Новой площади во время дня рождения музея, 2019

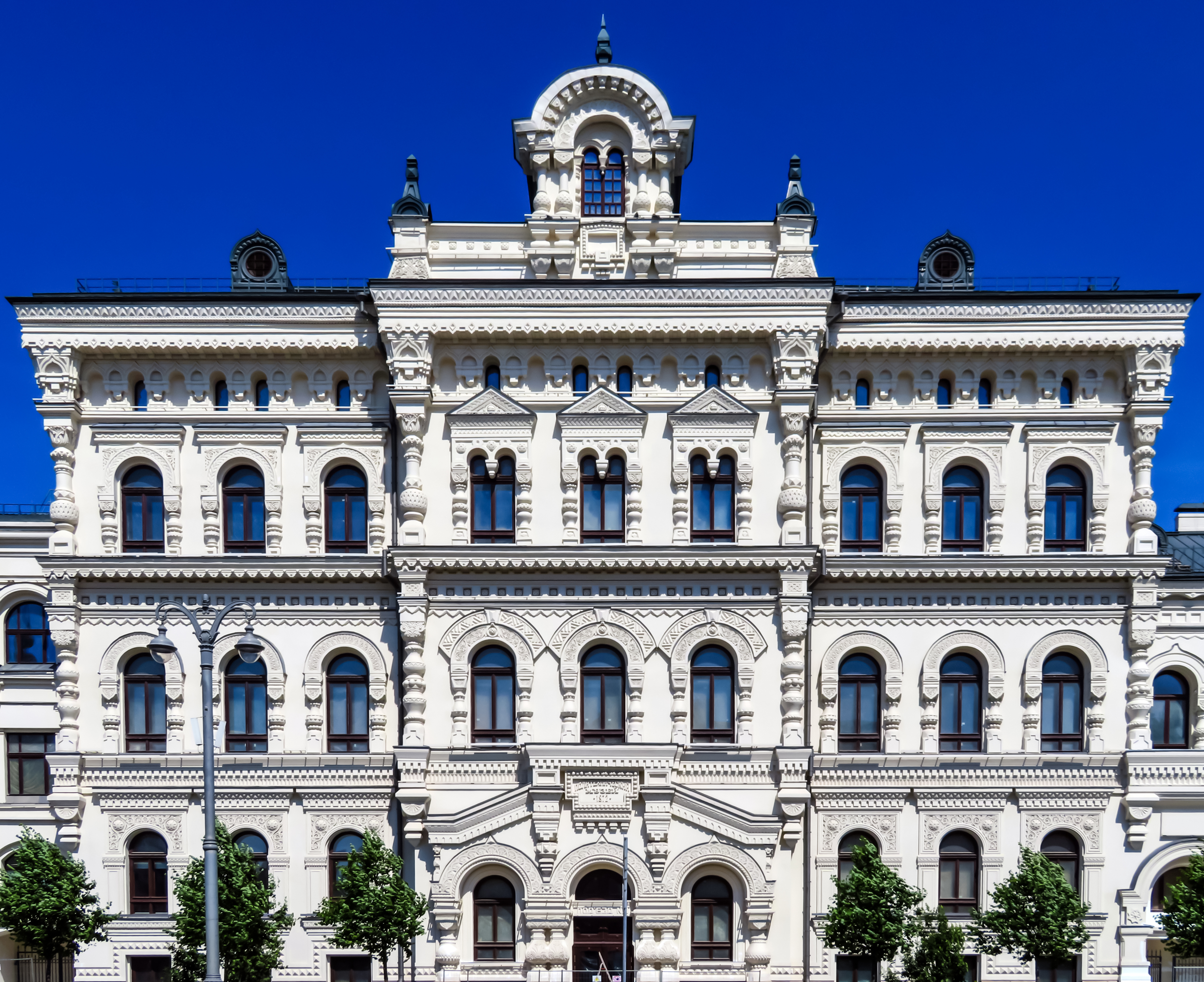
Отреставрированный центральный фасад музея в 2022 году

Комплекс на Новой площади закрыли для посетителей 10 января 2013 года. Следующие три года в здании проводили противоаварийные работы: разобрали ненесущие конструкции, усилили перекрытия, установили сваи, на которые перераспределили нагрузку. Строители извлекли 30 000 м³ грунта, объединили фундамент трёх корпусов в один, ликвидировав трещины и разницу высот, укрепили 364 опорных пилона и другие несущие конструкции.
Проект реновации предполагал разделение комплекса на две функциональные зоны: «Музей-парк» (сейчас это Музейный парк) и «Классический музей» (само здание). По задумке архитектора, часть экспозиции должна была занять в том числе чердачные помещения и новый двухъярусный подвал. Строителям удалось за счёт открытия подвальных этажей и переноса инженерных коммуникаций увеличить полезную площадь на 15 300 м². Реконструкции подверглись Большая аудитория, фойе лектория, галереи, лаборатории. Всего образовательные площадки должны занять 10 тысяч квадратных метров.
Реставраторы предусмотрели возвращение исторической анфиладной планировки, восстановление кирпичной кладки, оконных и дверных проёмов, изразцовых печей, воссоздание лепных карнизов, внутренней штукатурной облицовки, ремонт металлического декора. В Большой аудитории отремонтировали акустическую систему и сохранившуюся раму светового фонаря, воссоздали дубовый паркет. При этом здание получило несколько лифтов, инфраструктуру для маломобильных граждан, новые инженерные системы, обеспечивающие микроклимат.
Однако реновация не проходила гладко. По данным Счётной палаты, к 2017 году было выполнено не больше 37 % запланированных работ. Проверки выявили проблемы с организацией госзакупок, задолженности у генерального подрядчика «Политехинжиниринга» — он был отстранён от работ, а музей выплатил 400 000 рублей штрафа за его нарушения. Чтобы уложиться в запланированный срок, последующие работы в здании музея ведутся круглосуточно. Реставраторы восстановили интерьеры лестничных клеток, расчистили штукатурку и подобрали декоративный камень и метлахскую напольную плитку по цвету к сохранившимся элементам, по фотографиям воссоздали утраченную лепнину. В общей сложности с нуля воссоздали примерно 40 % декора. В помещениях, использовавшихся как торговые, под 20—25 слоями краски обнаружили первоначальную облицовку: гипсовую штукатурку со специальной пропиткой, внешне делающей её похожей на мрамор.
Мы попытаемся сохранить всё, что мы можем сохранить. Например, мы очень долго и мучительно пытались сохранить весь кирпич. Но некоторые кирпичи просто рассыпались на глазах. Или, например, мы точно сохраняем все конструктивные особенности – перекрытия, своды, колонны и т. д., но есть такие места, где вообще ничего не осталось и стена рассыпается, когда её трогают. Для таких мест архитекторы вместе с реставраторами придумывают другие решения.директор Юлия Шахновская
В августе 2019-го с Политехнического музея сняли леса, а в сентябре посетителям открыли площадку «Музейный парк» — пешеходную зону на уровне подвального яруса музея, объединяющую сквер Соловецкого камня с площадью у памятника героям Плевны. Уличная галерея находится на четыре метра ниже тротуара, она покрыта гранитной брусчаткой с автоматическим подогревом. Центром общественного пространства стал амфитеатр, обустроенный на месте Политехнического проезда, где планируется проводить общественные мероприятия. Сразу после открытия амфитеатр стал одной из площадок фестиваля «Круг Света».
Окончание реконструкции изначально было запланировано на 12 декабря 2020 года — день рождения музея. При этом уже в 2019-м сотрудники запустили экскурсионную программу по музейному парку и части здания, где велись реставрационные работы. Общая стоимость реконструкции превысила 13,4 миллиардов рублей.
Первоначально в бюджете было 9,8 млрд руб., а стало 13,4 млрд. Но это на весь проект. А 7 млрд и 11 млрд – это стоимость госконтракта на стройку. За его пределами есть ещё расходы: проектные, мониторинг, исследования, разного рода сопровождающие мероприятия, в том числе подключения и т. д. Это всё музей делает сам, поэтому внутри проекта есть деньги, не покрытые государственным контрактом на реконструкцию.директор Юлия Шахновская
В ноябре 2013-го руководство Политеха совместно с МГУ имени Ломоносова и институтом «Стрелка» приступили к созданию музейно-просветительского центра на новой территории университета на Воробьёвых горах. Комплекс должен стать новой постоянной площадкой для библиотеки, а также ряда других творческих пространств Политеха. В конкурсе архитектурных проектов победили компания Massimiliano Fuksas Architettо и российская мастерская SPEECH, предложившие концепцию асимметричного двухэтажного здания, декорированного медью и платиной.

### Работа музея во время реновации

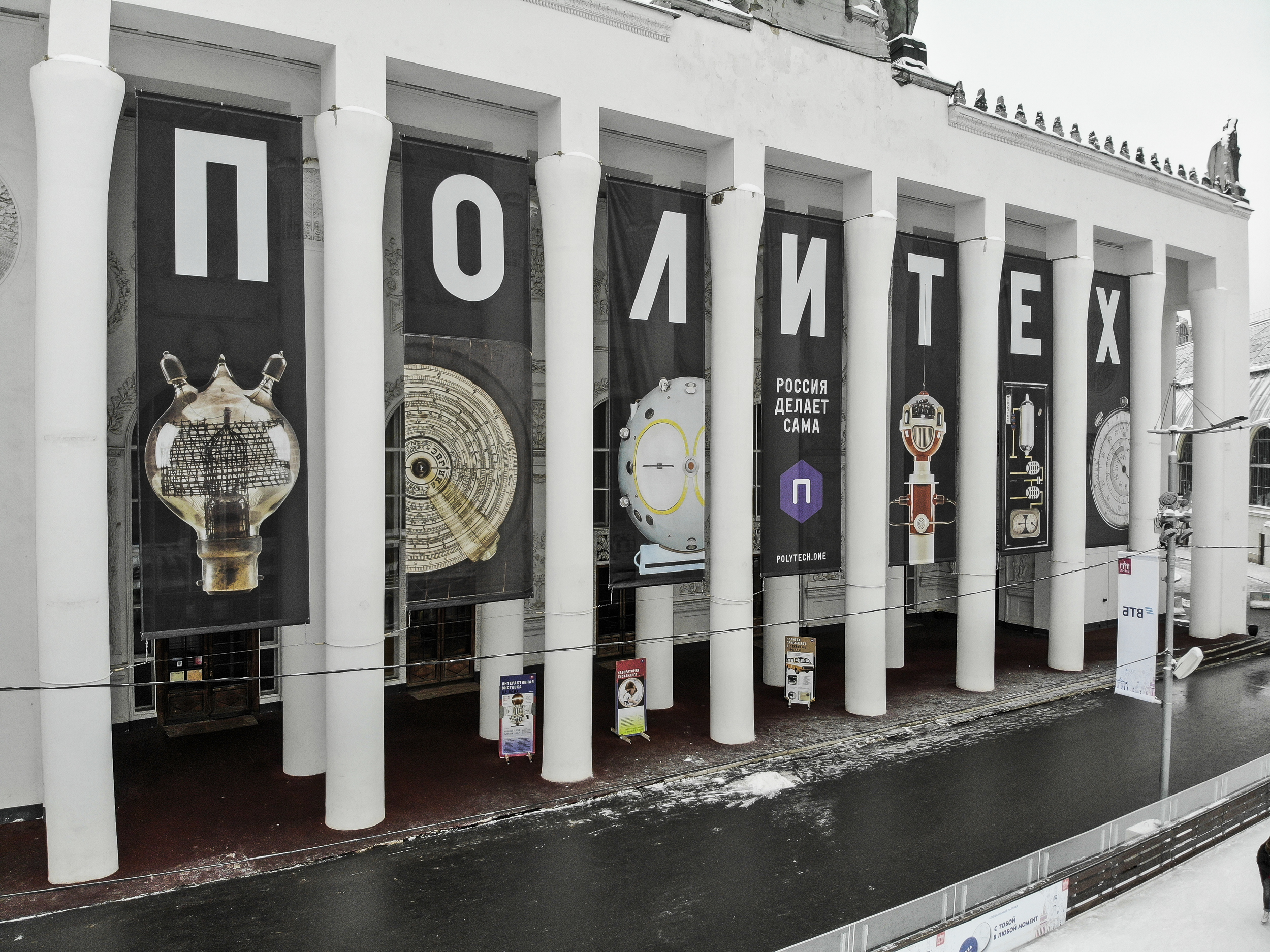
Фасад политехнического павильона на ВДНХ, 2018

Работа по подготовке главного здания к реконструкции в 2011—2012 годах включала и перевоз музейного фонда во временное хранилище на территории центра «Технополис. Москва». Политехническую библиотеку вывезли туда же, в специально подготовленные помещения, предназначенные для хранения редкого фонда. Доступ читателям открыли к январю 2014-го, а в ноябре запустили экскурсии по Открытому фонду. Лекторий Политеха и площадка детских программ расположились в обновлённом ДК ЗИЛ.
Под руководством архитектора Вячеслава Олтаржевского был сделан ремонт павильона «Транспорт СССР (Земледелие)» (№ 26) на ВДНХ, где в апреле 2014-го запустили временную выставку Политеха «Россия делает сама». Проект включал семь разделов: «Аналоги природы», «Иллюзии», «За пределами Земли», «Новый антропогенез», «Радио+», «Энергия плазмы» и «Энергия ядра», где рассказывалось о развитии отечественной научной мысли в контексте мирового технического прогресса. Каждый блок был сформирован вокруг центрального музейного экспоната: действующей модели искусственной молнии, голографического стола, экзоскелета и другого. Особый объект выставки — первый советский робот-экскурсовод «Сепулька», признанный неофициальным символом Политехнического музея. Робот изготовлен в 1962 году, в высоту он 1,7 метра и весит 49 кг, имеет встроенный динамик и микрофон. В 2017 году экспозицию обновили и дополнили интерактивным экспонатом «Солярис», демонстрирующим мыслительную активность человека. Всего пространство включало 170 предметов на площади более двух тысяч квадратных метров. Параллельно в павильоне проходили короткие выставки, например, «Сикорский: крылья будущего», в 2015 году получивший диплом архитектурного конкурса «Золотое сечение». А с декабря 2019-го до закрытия выставки РДС и сдачи павильона в марте 2020-го работала выставка «Руссо-Балт. Первый. Легендарный» про историю конструирования дореволюционных российских машин. Экспозиция «Россия делает сама» проработала шесть лет (с 2014 по 2020 год) и закрылась 1 марта 2020 года. Таким образом, с тех пор музей как площадка функционирует только на территории «Технополис. Москва».
В 2015 г. музей запустил школьную программу «Университет детей» для средних классов, где учёные работают с детьми и помогают им развить критическое мышление, в феврале 2016-го программа стартовала в Санкт-Петербурге. С 2010 года Политех ежегодно проводит международный фестиваль документального кино о науке и технологиях 360°.
Политех совместно с Издательством Яндекса запустил в 2017 году платформу «Большой музей». Изначальная идея была похожа на конструктор сайтов: другие российские музеи и просветительские организации могли создать с её помощью официальный сайт и приложение, мультимедийные туры и галереи. Первыми пользователями платформы стали Третьяковская галерея, Московская биеннале современного искусства, Петербургская филармония имени Шостаковича и Музей истории ГУЛАГа. В конце 2019 года проект расширили, запустив одноимённое просветительское медиа в сфере культуры.
В ноябре 2023-го в рамках проекта Минкульта «по созданию детских центров на базе музеев новых регионов» Политехнический музей стал куратором типовых детских центров в музеях ДНР и открыл детский центр в Макеевском художественно-краеведческом музее.
Весной 2024 года в Музее Москвы проводилась специальная выставка «Политехнический музей: приближая будущее», посвящалась 150-летию Политехнического музея.
Политехнический музей проводил выездные выставки. С 26 октября 2024 г. по 9 февраля 2025 года музей вместе с петербургским Манежем под руководством Курчатовского института совместно организовали масштабную выставку «Политехнический музей: создавая настоящее».
В мае 2025 к 80-летнему юбилею Победы в Великой Отечественной войне Политехнический музей, Министерство культуры Российской Федерации, Министерство образования и науки Российской Федерации, а также Национальный центр исторической памяти при президенте РФ организовали выставку о деятельности учёных в период войны. Этой же теме посвящён совместный документальный проект Политехнического музея и канала «Наука».

## Музейные коллекции
| - Коллекции Политеха, 2019 - Коллекции Политеха, 2018 - Выставка «Россия делает сама», 2019 |

Первыми экспонатами музея стали предметы Политехнической выставки 1872 года, в то время начали высказывать идеи о формировании постоянной коллекции. Историк Сергей Соловьёв предлагал экспонировать предметы, отражающие историю российских технологий со времён Петра I. Но Кабинет для устройства Музея прикладных знаний решил разделить коллекции на два основных вида: представляющие технологии и фундаментальные знания через их прикладные применения. В 1880 году музей опубликовал краткий указатель коллекций по 11 отделам. А в период с 1984 по 2011 год сотрудники Политеха составили около 1500 научных описаний музейных предметов.
С момента основания собрание неуклонно росло, увеличившись за 50 лет более чем в 10 раз. В 2011-м коллекция насчитывала 192 000 единиц хранения. Из них вещевой фонд включал около 65 000 предметов, изобразительный — более 65 500, письменный — более 58 500. К 2017-му общее число экспонатов превысило 230 000.
Коллекции разделены на тематические отделы, позволяющие представить основные этапы развития практически всех областей научно-технического прогресса: авиацию, автоматику и вычислительную технику, горное дело (включая разработку нефтяных и газовых месторождений, поиск и разведку месторождений полезных ископаемых, добычу твёрдых полезных ископаемых), космонавтику, металлургию и технологии ручной ковки, полиграфию, приборы времени, радиоэлектронику и связь, теплотехнику, транспорт, физику и оптику, химию, электронику, энергетику и электротехнику, а также игротеку с залом занимательной науки.
Коллекция гальванопластических изделий насчитывает около 100 предметов XIX—XX веков, часть из которых изготовил академик Борис Якоби. Среди экспонатов представлено первое произведение гальванопластики — рельефный портрет Якоби.
Постановлением президиума Академии наук СССР в 1968 году Институт истории естествознания и техники передал Политеху коллекцию Музея истории микроскопа. Она являлась единственной в России и одной из крупнейших в мире. Фонд насчитывал более тысячи образцов XVII—XXI веков. Среди них: первый солнечный микроскоп анатома Иоанна Либеркюна, единственный сохранившийся экземпляр первой ахроматической модели конструкции академика Франца Эпинуса, личные микроскопы учёных Николая Пирогова, Карла Бэра и другие мемориальные приборы. В комплексе функционирует «Анатомический кабинет Либеркюна», где собраны микроскопы, микро- и макропрепараты работы немецкого анатома. Коллекция была приобретена по указанию императрицы Екатерины II для Медико-хирургической академии Санкт-Петербурга.
Одна из самых старых коллекций музея сформирована на основе собрания учёного-энергетика Михаила Шателена и насчитывает более 500 экспонатов источников света. В основе собрания электрическое освещение Павла Яблочкова, электрические лампы Александра Лодыгина и А. М. Хотинского, дуговая лампа Владимира Чиколева, лампы накаливания Томаса Эдиссона другое.
Коллекция пишущих машинок включает более 150 предметов и также является одной из крупнейших в мире: от механических моделей конца XIX века, до машин с электронным управлением.
| - Атомная бомба, 2010 - Робот-экскурсовод, 2020 - Токарный станок, 1882 |

В отделе часов и часовых механизмов представлено более 400 экспонатов, включая солнечные, водяные, песочные, огненные часы, хронометры и эталоны времени, электрические часы, работы видных российских часовщиков Ф. Т. Скородумова, братьев Бронниковых и других. Среди прочих выставлена модель со специальной шкалой для перевода времени с церковного на гражданское и наоборот. Её разработали историк П. В. Хавский и механик Д. Гаврилов для историков, работавших с древними рукописями. Также представлена работа мастера-самоучки Франца Карася с четырнадцатью циферблатами, показывающими месяцы, числа, дни недели, фазы Луны и другое. Модель была подарена в 1904-м российскому императору Николаю II. Отдельное место в коллекции отведено часовой станции московского трамвая 1912 года, которая в течение 65 лет обеспечивала работу 138 вторичных часов на трамвайных остановках.
Собрание музыкальных и занимательных автоматов с программным управлением создано в конце 1960-х годов, хотя первый экспонат — поющая механическая птичка в клетке парижской фирмы «Бонтам» — привезена в Москву в 1926 году. Остальная часть коллекции сформирована в конце 1960-х годов, когда музыкальные автоматы стали воспринимать как пласт техники, связанный одновременно и с музыкальным, и с художественным искусством. Для знакомства посетителей с перфолентами в Политехническом создали специальную установку.
Коллекция «Весы и весовые приборы» демонстрирует весы общего и специального назначения 1799—1964 годов. Среди них: коромысловые весы 1779 и 1812 годов, безмены первой половины XIX века, раритетные весы системы Квинтенца начала XX века, пурки XIX—XX веков. Широко представлены лабораторные аналитические и технические весы, а также механика Главной палаты мер и весов.
| - Транспортные средства, 2010 - Руссо-Балт, 2020 - Руссо-Балт, 2020 |

В фондах хранятся крупногабаритные экспонаты — коллекции транспортных средств: реконструированная самобеглая коляска Кулибина с тремя скоростями, подлинник французского «De Dion Bouton» без руля, малолитражка «НАМИ-1», фронтовой грузовой автомобиль, автомобиль-амфибия ГАЗ-011, разные модели «Жигулей», «Победы», «Москвича» и «Волги». Посетителей знакомят с единственным сохранившимся дореволюционным автомобилем российских конструкторов «Руссо-Балт» 1911 года. Четырёхместную модель, развивающую скорость до 60—70 км/ч, выкупили у киностудии имени Горького в 1966-м, и через год провели реставрацию в центре НАМИ.
В фондах хранятся экземпляры кино и фото аппаратуры, используемой на фронтах Великой Отечественной войны. Такими аппаратами, как киноаппарат «Конвас» были обеспечены 17 киногрупп сформированные на 17 фронтах и флотах. Благодаря им создан архив кадров кинохроники. Также интересными экземплярами являются Фотоснайперы ФС-3, предназначенные для съемки удаленных объектов.
Коллекция мотоциклов и велосипедов XIX—XX веков насчитывает более 100 экспонатов, включая: деревянный бегунок Карла Драйза, опасный велосипед «Паук» 1881 года, дамский велосипед фирмы «Пирс» 1910-х годов, немецкий трицикл «Cudell» 1899 года, точную копию велосипеда Артамонова, а также первый в мире педальный самокат.
| - Телеоборудование, 2020 - Радиоэлектроника и связь, 2010 - Радиоэлектроника и связь, 2010 |

Первыми экспонатами радиоэлектроники и связи стали модели, поступившие из Московской телефонной станции в начале XX века. Тематический раздел представлен коллекциями телефонных станций, аппаратов для записи и воспроизведения звука, телевизионными и радиовещательными приёмниками. Собрание телефонных аппаратов включает технику от трубки Александра Белла до современных мобильных телефонов. В отделе телеграфных аппаратов представлены все существующие модели, начиная с первого в мире электромагнитного аппарата с 12-клавишным передатчиком, созданного русским учёным Павлом Шиллингом в 1832 году.
Крупнейшее в России собрание вычислительной техники включает редкие авторские приборы. К примеру, единственный экземпляр самосчётов русского академика Виктора Буняковского, кассовый аппарат «Националь» 1921 года, единственный сохранившийся экземпляр отечественной ламповой вычислительной машины «Урал», гидроинтегратор Владимира Лукьянова, вычислительную машину «Сетунь», основанную на троичной логике, и другое. В залах представлено 80 экземпляров механических арифмометров, включая одни из первых экземпляров, созданных французским инженером К. Томасом и петербургским инженером Вильгодта Однера, необычную цилиндрическую модель англичанина Дж. Эдмондзона, принадлежавшую мостостроителю Георгию Евграфову.
В фондах музея не представлены шифровальные машины: в 2011 году музей искал спонсора для приобретения «HitlerSmuhle» («Мельницы Гитлера»), поднятой со дна озера Топлиц, но попытки не увенчались успехом.
| - Телевизионные приёмники, 2010 - Фантом-манекен тканеэквивалентный, 2020 - Музыкальные автоматы, 2010 |

Первые экземпляры телевизионных приёмников поступили в фонд музея в 1939 году от Всесоюзного радиокомитета, к 2014-му собрание насчитывало 170 аппаратов. Особенно широко представлены модели 1950—1985 годов, когда действовала система безвозмездной передачи музеям образцов продукции от изготовителей: в музее экспонируются модели двадцати заводов из четырнадцати городов бывшего СССР. Самая старая модель телевизор «Коминтерн» датирована 1934 годом.
В разделе «Горное дело» представлены действующие модели шагающего и роторного экскаваторов, угольных подземных комбайнов, среди которых первый отечественный механизм «Донбасс». Коллекция шахтёрских ламп изначально была представлена восемью экземплярами, поступившими в музей после Политехнической выставки 1872 года: лампы отечественного производства «Петушок» для коногонов, панцирная лампа «Благодать», «Бог помощь», «Благодетельница», которые представляют собой переносные пламенные лампы, заправлявшиеся маслом — такие светильники использовались до XIX века. Самый старый шахтный светильник в собрании датируется IV веком до нашей эры. В фондах созданы действующие макеты шахты, рудника, современного угольного карьера. Бо́льшая часть моделей выполнена в мастерских Фрейберской горной академии и ремесленной школы Варвары Морозовой.
В металлургической коллекции отдела расположены первые промышленные образцы технологии электросварки, разработанной Николаем Славяновым, а также макеты домны XVIII века в масштабе 1:20 и доменного цеха Днепропетровского металлургического завода.
Отдел космонавтики был создан в начале 1980-х годов, хотя первые тематические выставки проходили в музее с 1957-го. Собрание началось с вращающегося глобуса Земли с макетом первого искусственного спутника. Позднее собрание пополнили миниатюрными космическими моделями, созданными в 1968-м на базе мастерских Всесоюзного общества «Знание», аэростатным зондом для исследования атмосферы Венеры, моделью межпланетного корабля, сделанной по описаниям Циолковского, полётным скафандром, а также манекеном из тканиподобного материала для изучения радиационной обстановки на орбите Луны.

## Архитектурные особенности
Здание Политехнического музея стало первым в России строением, спроектированным специально под музейные нужды, а также одним из первых общественных зданий, выполненных в русском стиле. Хотя фасады получили разное стилистическое оформление, так как в общей сложности ансамбль формировался более тридцати лет. Центральный корпус выполнили в бело-охристой расцветке, его декорировали небольшими башенками, венчавшими кровлю и аттик. Заложенный в 1887-м южный корпус визуально вытянули по горизонтали, сместив уровень этажей. Отличительной чертой крыла стали «смотровые» башенки, сходные по стилистике с Царской башней Кремля. Экстерьер северного крыла получил черты модного в начале XX века стиля модерн. Но его декор соответствует оформлению главного корпуса, благодаря чему комплекс воспринимается как единое архитектурное целое. Трёхчастный северный фасад с выступающим аттиком замыкает Лубянскую площадь, подчёркивая главенствующее положение Политехнического музея. Стены декорированы фреской монументальной живописи «Аллегория хозяйственного труда» включающей три композиции: «Пахарь», «Семья» и «В кузнице». В ходе реконструкции 2010-х годов красочный слой законсервировали и обновили. Благодаря асимметричному построению двух боковых крыльев архитекторы подчеркнули доминирующее положение центрального корпуса.
В вестибюлях, в экспозиционных залах главного здания стены и потолки оформлены профилированными тягами, геометрическим лепным орнаментом и плафонами. Особое внимание архитекторы уделили Большой аудитории. Её площадь составила 122,8 квадратные сажени. Помещение перекрыли плоским потолком без промежуточных опор со световым окном размером 8 на 4 метра в центре. Металлические части кровли выполнили из авиационного алюминия, чтобы снизить вес конструкции. На сцене за трибуной лектора находился стеклянный вытяжной шкаф для химических опытов, а над которым поместили таблицу Периодической системы элементов Менделеева. Из центра зала амфитеатром расходились полукруглые скамейки из русской берёзы на 900 мест. Начиная с 1948 года, интерьер Большой аудитории неоднократно менялся.
Каждая лестница комплекса имеет уникальный декор. Так, подвальные марши в русско-византийском стиле оформлены крашеным литьём, доломитовыми ступенями, колонками с кубическими капителями. Торшеры вестибюлей выполнили из гипса, что было необычно для декоративно-прикладного искусства конца XIX века.
| - Главная лестница, 2010 - Украшение главного здания, 2013 - Декор на реставрации, 2017 |

## Лекторий музея
Лекторий Политехнического музея создан с просветительской целью и долгие годы оставался важным научным и культурным центром России, а Большая аудитория стала значимой публичной площадкой Москвы. В своё время постоянный лектор музея Климент Тимирязев представил в её стенах цикл лекций «Жизнь растений», «отец русской авиации» Николай Жуковский читал лекции по проблемам воздухоплавания. За один только 1873 год профессор Фёдор Бередихин прочитал 30 общедоступных лекций по астрономии. В 1887 году изобретатель Константин Циолковский рассказывал в музее о «самодвижущихся» воздушных кораблях. В январе 1902-го с докладом «Основы современных успехов телеграфии без проводов» выступал академик Александр Попов, через пять лет — создатель электронно-лучевой трубки Борис Розинг. В мае 1909 года учёные чествовали в аудитории биолога Илью Мечникова, удостоенного Нобелевской премии. Через три года полярный исследователь Георгий Седов представил в музее план покорения Северного полюса, в 1914-м гостем был пилот Пётр Нестеров, совершивший первую «мёртвую петлю». В разное время в стенах аудитории выступали учёные Нильс Бор, Илья Мечников, Владимир Марковников, Павел Голубицкий, архитектор Ле Корбюзье.
В начале XX столетия в залах музея устраивали открытые дискуссии между символистами, футуристами, акмеистами, имажинистами, кубистами, на которых выступали поэты и прозаики Алексей Кручёных, Велимир Хлебников, Сергей Есенин, Анатолий Мариенгоф, Валерий Брюсов. На одном из чтений в Андрея Белого стреляла Нина Петровская. В 1913—1916 годах на сцене Большой аудитории выступали Александр Блок, Владимир Маяковский, представивший свою поэму «Облако в штанах», Давид Бурлюк, Иван Бунин.
В музее устраивали диспуты на социально значимые темы. Так, революционерка Александра Коллонтай в 1908-м публично поднимала вопрос о социализме и семье. А в феврале 1913 года в аудитории организовали дискуссию о современной живописи, поводом для которой стал случай вандализма с картиной Ильи Репина «Иван Грозный и сын его Иван» в Третьяковской галерее. Популярностью пользовались словесные баталии наркома просвещения Анатолия Луначарского и митрополита Александра Введенского. Материалы большинства лекций издавали в виде брошюр для распространения информации за пределы Москвы.
В 1930-х годах традицию литературных вечеров в Политехническом музее продолжили поэты
Николай Заболоцкий, Александр Твардовский, Эдуард Багрицкий. Большой ажиотаж вызывали научно-популярные лекции, которые в разное время читали Нобелевский лауреат Илья Мечников, академики Николай Вавилов, Александр Ферсман, Владимир Зелинский. Первым иностранным учёным, выступившим в лектории музея после революции, стал физик Нильс Бор — в мае 1934 года он прочёл лекцию о строении атомного ядра.
После образования всесоюзного общества «Знание» с 1947 года в лектории выступали учёные и лауреаты Нобелевской премии Пётр Капица, Игорь Тамм, Николай Басов, академики Отто Шмидт, Андрей Колмогоров и другие. Аудитория стала местом съёмки цикла лекций передачи «Клуб кинопутешественников». К 1960-м годам в поэтических вечерах Политехнического музея участвовали Андрей Вознесенский, Роберт Рождественский, Евгений Евтушенко, Белла Ахмадулина, Булат Окуджава.
С 1987-го по 1994 год в Большой аудитории проходила реконструкция. К 2004 году партнёрами площадки стали технологические компании Роснано и Intel, образовательные институты: Российская экономическая школа, Институт теоретической и экспериментальной физики, Государственный астрономический институт имени П. К. Штернберга, а также иностранные посольства и культурные центры. В лектории регулярно проходили дискуссии общественно-политического характера, лекции и мастер-классы, направленные на популяризацию науки. В 2009-м в Большой аудитории отпраздновали 175-летие со дня рождения Дмитрия Менделеева.
Открытие Большой аудитории и возобновление лектория было назначено на 12 декабря 2020 года — одновременно с открытием всего музея, до этого музей проводит мероприятия в том числе онлайн. Так, в начале апреля 2020-го в рамках коронавирусной акции #оставайтесьдома музей провёл 12-часовой поэтический марафон. В проекте участвовали поэты Фёдор Сваровский, Дмитрий Воденников, Линор Горалик, Лев Оборин, Оксана Васякина, Демьян Кудрявцев, среди чтецов были журналисты, актёры и другие известные лица. Из-за остановки реставрационных работ во время пандемии, открытие музея было перенесено на 2021 год.

## Политехническая библиотека

### История

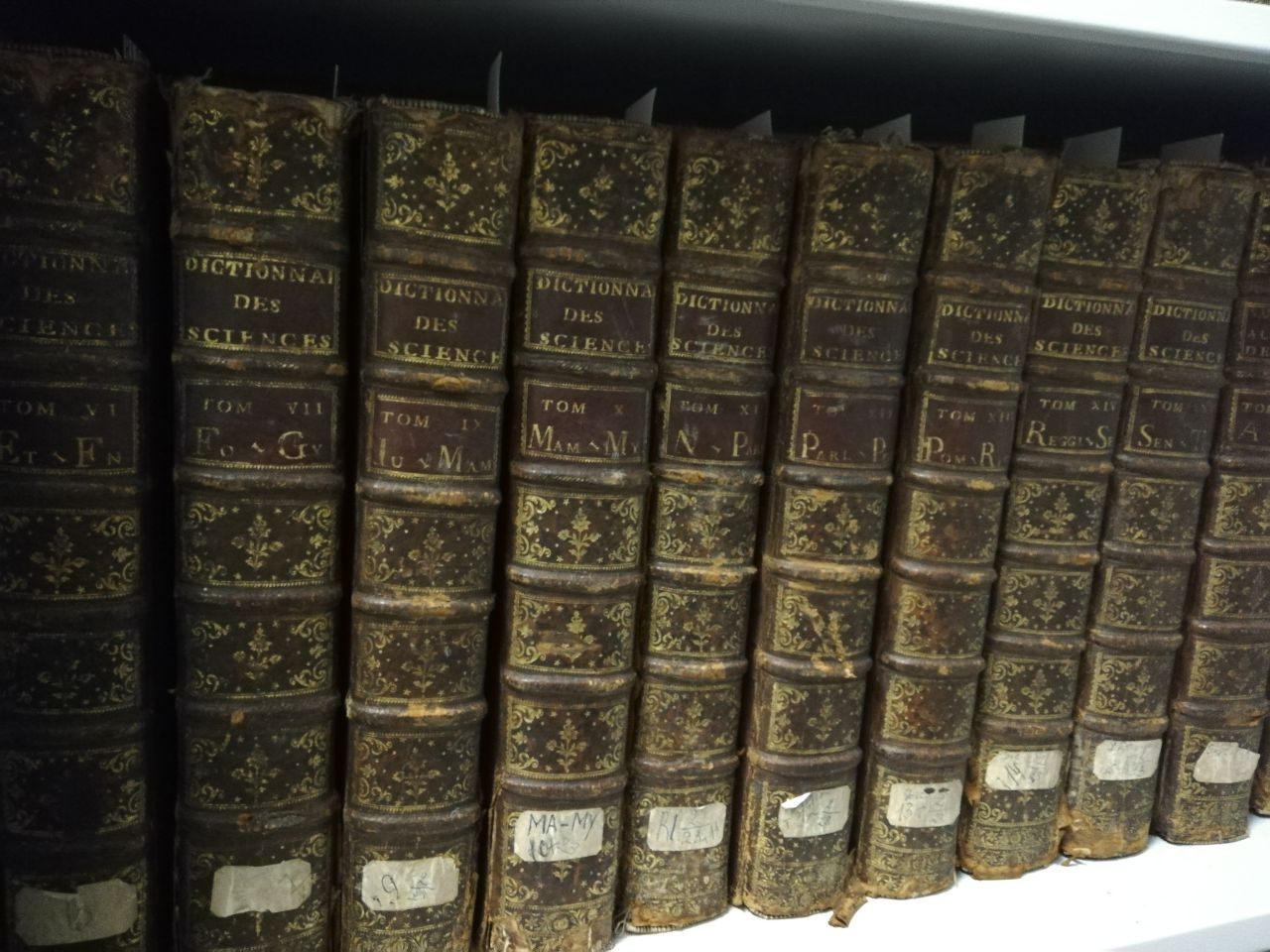
Энциклопедия Даламбера и Дидро в коллекции библиотеки, 2020

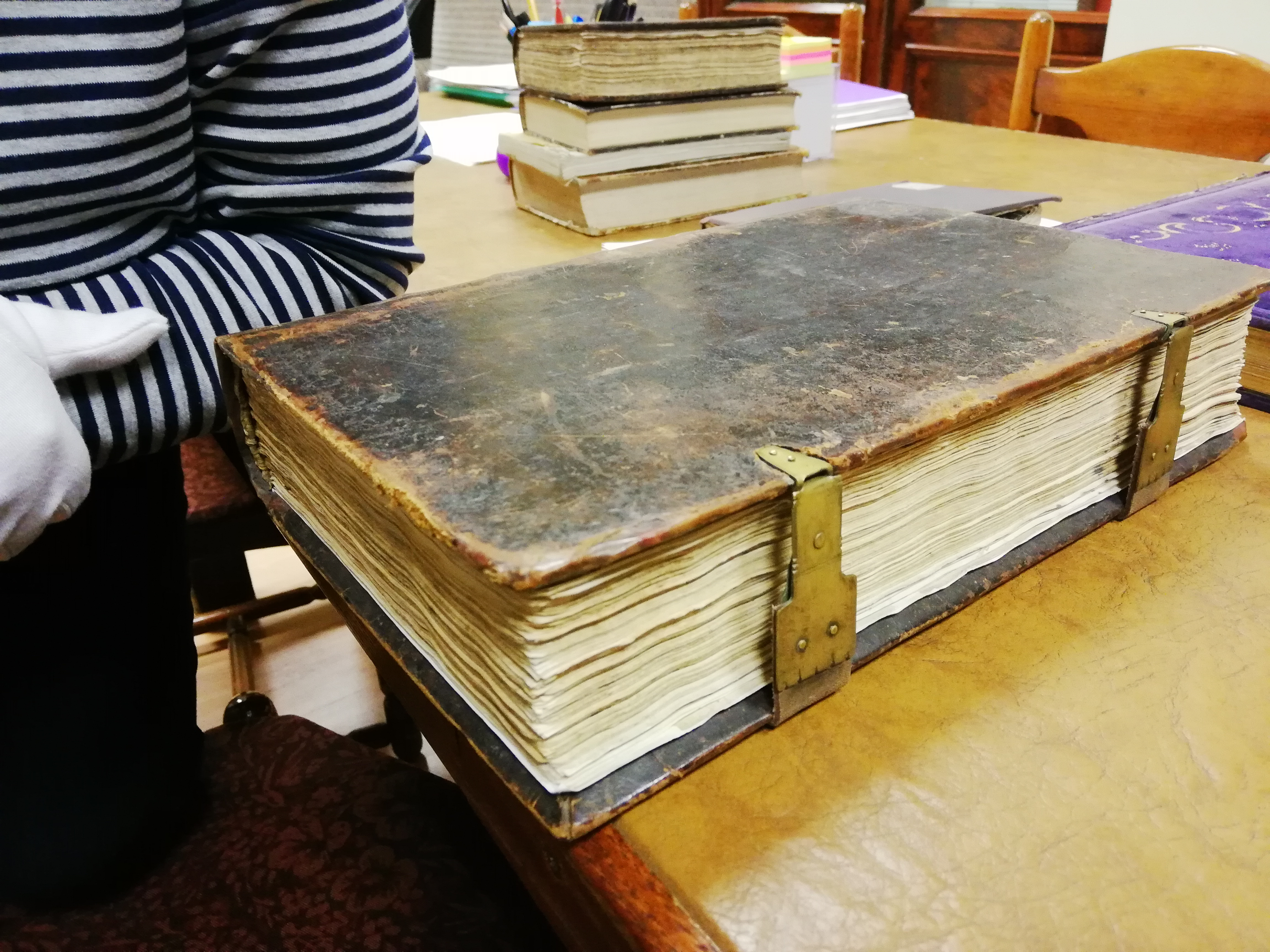
Арифметика Леонтия Магницкого 1703 года, 2020

Императорское общество любителей естествознания основало собственную публичную библиотеку ещё до создания самого музея. Изначально она действовала на базе Московского университета и обслуживала всех желающих. В основу библиотеки легли труды по техническим и естественнонаучным знаниям.
Первое поступление в фонд библиотеки датировано 17 сентября 1864 года — семь книг геолога Григория Щуровского, среди которых были его труды «Золотые россыпи в Сибири», «Землетрясение около Байкала». В дальнейшем члены общества — Щуровской, Анатолий Богданов, Алексей Владимирский, Август Давидов, Алексей Владимирский — приобретали журналы и книги за свой счёт, относя их к «непременным предметам своих занятий». Так начали формироваться коллекции изданий по геологии, минералогии, зоологии, антропологии, физике, математике, астрономии. Библиотекой пользовались зарубежные и русские учёные, они же приносили в дар собственные сочинения, зачастую с подписью. Так, в фонде имеются труды и книги из личных коллекций Дмитрия Менделеева, Александра Бутлерова, Александра Столетова, Николая Жуковского, Алексея Крылова, Ильи Мечникова, Ивана Сеченова, Климента Тимирязева и других. Издания жертвовали Русское географическое общество, Московское общество испытателей природы, Общество по распространению технических знаний, Российская академия наук и других организации. Императорское общество любителей естествознания обменивалось фондами с Парижским музеем естественной истории, Королевским Эдинбургским обществом, различными университетами Европы. Уже через пять лет коллекция насчитывала более двух тысяч изданий. В 1872-м фонд библиотеки пополнили из отдела книгопечатания Политехнической выставки, позднее — из материалов Этнографической выставки 1879 года, электрических выставок в Париже (1868 и 1877), Мюнхене (1881) и Вене в (1873 и 1888) и других.
30 сентября 1867 года на заседании Общества любителей естествознания учредили должность библиотекаря, которую занял Александр Михайлович Маракуев. Через десять лет библиотека переехала в новопостроенное музейное здание на Лубянской площади. Структура инвентарных номеров и каталогов, установленная изначально, сохранялась вплоть до 1917 года. К тому моменту фонд насчитывал более 300 тысяч экземпляров, существовали отдельные журнальный и газетный фонды. В 1921-м библиотеку включили в список государственных научных библиотек Наркомпроса на правах самостоятельного учреждения. Российские издательства были обязаны выделять библиотеке по одному бесплатному экземпляру изданий по естественным наукам и технике. В 1934-м её преобразовали в Государственную научно-техническую библиотеку, были созданы межбиблиотечные и индивидуальные абонементы, читальный зал, справочно-библиографический кабинет и информационно-библиографическое бюро. К началу Великой Отечественной войны коллекция библиотеки насчитывала почти миллион наименований, где помимо научных трудов были патентные описания, технические стандарты, каталоги изделий советских заводов и иностранных фирм, неопубликованные материалы промышленных предприятий. Во время Битвы за Москву библиотека продолжала обслуживать читателей, но около 87 тысяч ценных изданий эвакуировали в Костанай.
В послевоенные годы библиотека вместе с Политехническим музеем перешла в ведение Всесоюзного общества «Знание» и получила название Центральная политехническая библиотека. В 1947-м в фонде выделили коллекцию об истории техники, которая вскоре стала тематическим центром всей библиотеки. В фонд стали поступать обязательные экземпляры из Центрального коллектора научных библиотек.
В разные годы в Политехнической библиотеке работали известные учёные Евгений Шамурин, Исак Фрумин, Захарий Амбарцумян, Юрий Григорьев, Константин Симон и другие. Сотрудники ведут научно-исследовательскую работу, с 1940-х годов они издают ретроспективный библиографический указатель «История техники» и ежегодный «Указатель юбилейных и памятных дат в области естествознания и техники». Совместно с Российской государственной библиотекой была выпущена серия указателей «Выдающиеся деятели науки и техники», «Новости науки и техники», библиографический справочник «Наука. Техника. Технология» и другое.
| - Франсуа Рабле «Гаргантюа и Пантагрюэль» - Степан Крашенинников «Описание земли Камчатки» - Немецкий перевод Крашенинникова с оригинальными иллюстрациями - Арифметика Леонтия Магницкого 1703 года |

### Современность

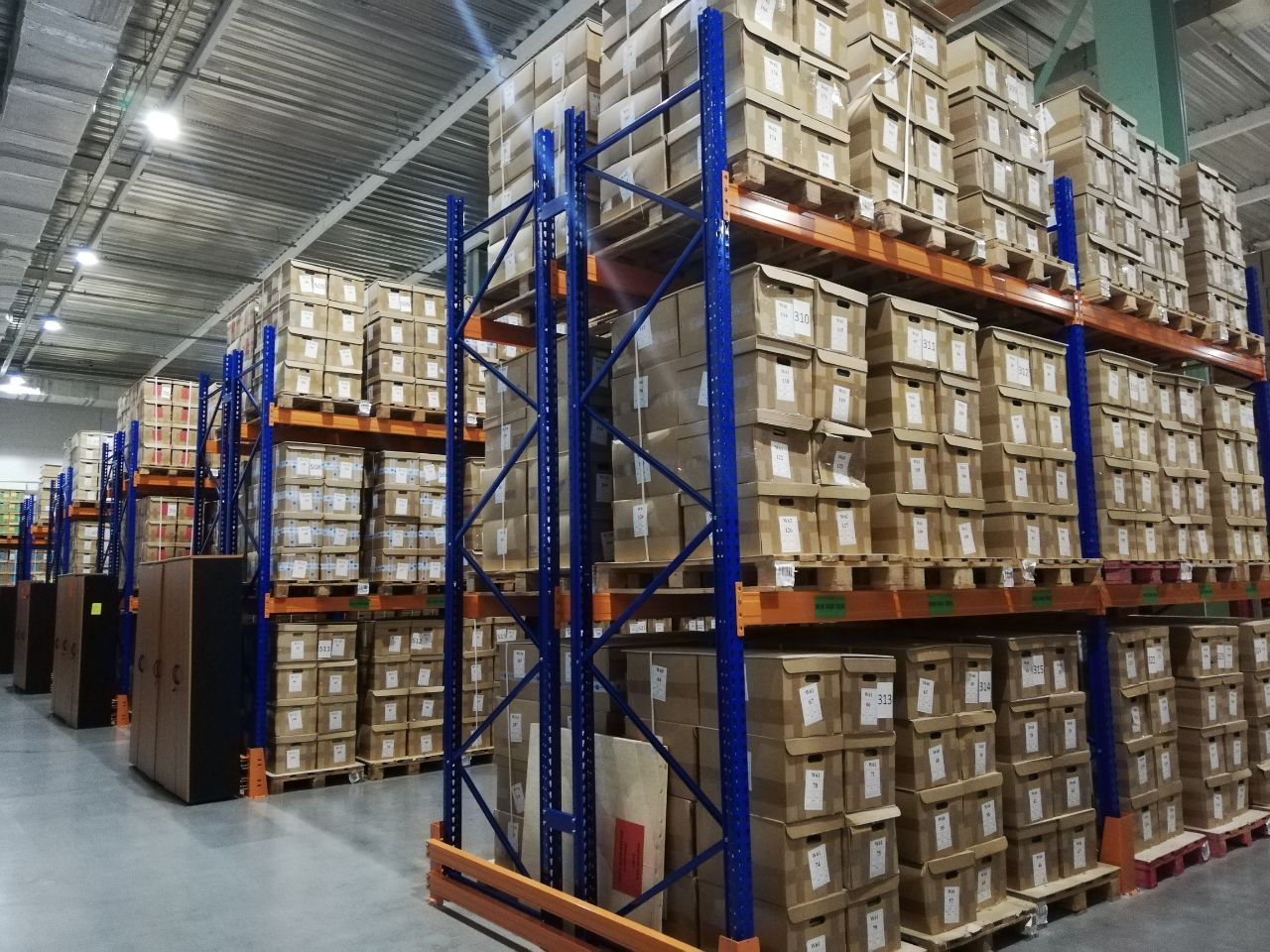
Временное хранилище фондов в технополисе «Москва», 2020

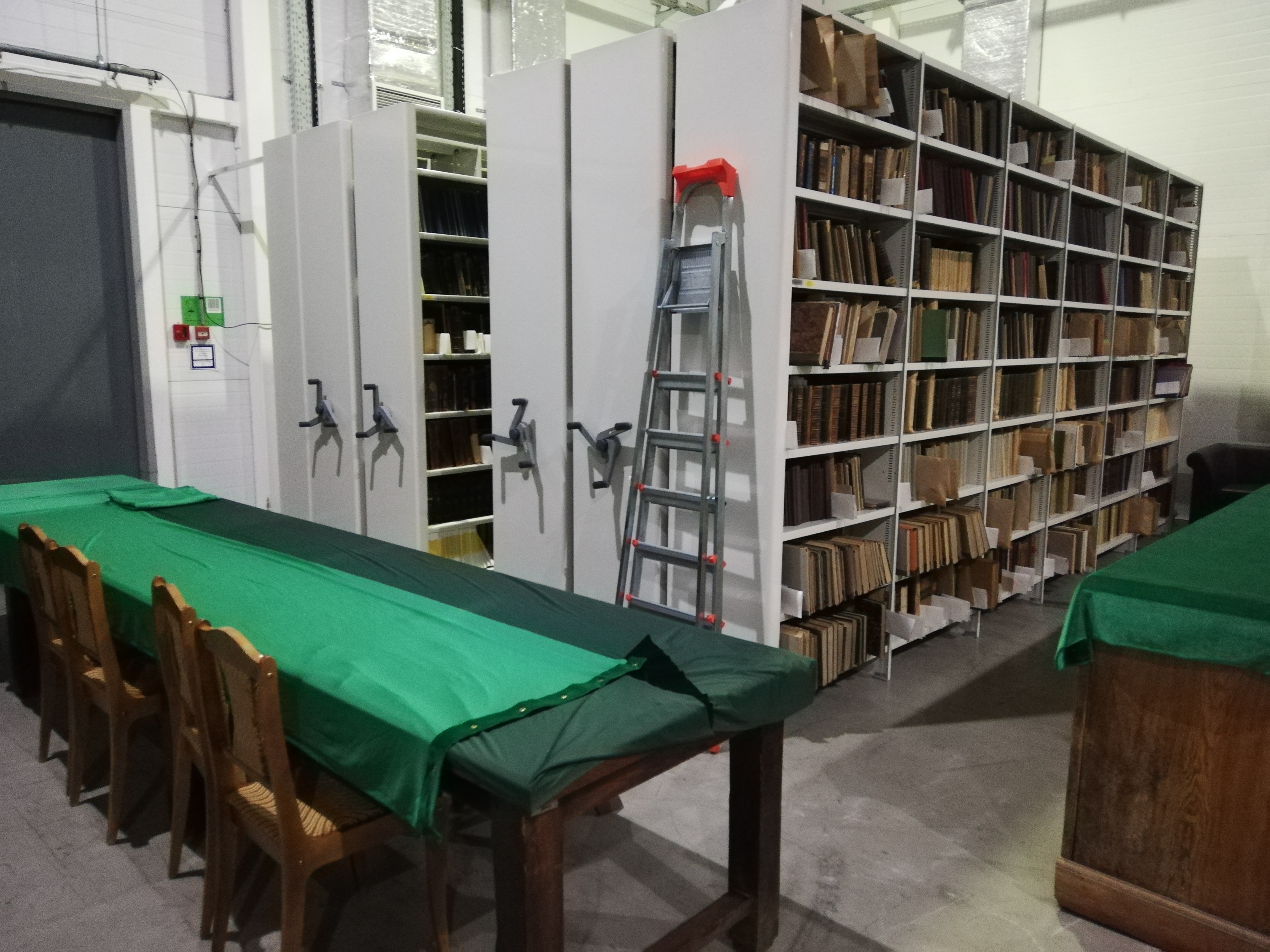
Историческая мебель во временном хранилище, 2020

В 1992 году библиотека вошла в комплекс Политехнического музея, а через два года получила официальный статус филиала. В дальнейшем её деятельность была связана с работой музея: сотрудники перекомплектовали литературный фонд, выделили тематики музейного дела, архивоведения, культурологии. С 2003 года библиотека получила статус его музейного подразделения, а через пять лет была переименована в Политехническую библиотеку — информационный центр «Инженерное наследие и инновации».
Помимо помощи в музейной деятельности, библиотека служит практической базой для студентов Московского государственного университета культуры искусства. С 2004 года ведётся электронный каталог. Политехническая библиотека участвует в создании Российского сводного каталога по научно-технической литературе.
В 2011—2012 годах во время подготовки гласного здания к реконструкции фонды библиотеки вывезли в технополис «Москва» и снова открыли для посетителей к январю 2014-го.
По состоянию на 2020 год коллекция Политехнической библиотеки насчитывала более 3,5 миллиона изданий (подсобный фонд — более 300 тысяч книг), что делает её одной из крупнейших научно-технических библиотек в России. В библиотеке представлены книги на русском и иностранных языках, оригиналы XVI—XVIII веков, в частности, труды итальянского зодчего Джакомо да Виньола, изданные в Риме в 1536 году и переведённые на русский язык по приказу Петра I, первая русская научно-техническая книга, напечатанная кириллицей, — «Арифметика, сиречь наука числительная» Леонтия Магнитского 1703 года, прижизненное издание Михаила Ломоносова «Первые основания металлургии или рудных дел» 1763 года, первая научно-популярную техническую книгу на русском языке «Осмь книг об изобретении вещей» Полидора Вергилия 1720 года, «Новейшее основание и практика артиллерии» Э. Брауна 1709 года и многие другие. Среди редких изданий XX века книга художника Алексея Деньшина «Вятская глиняная игрушка в рисунках», вышедшая ограниченным тиражом в 1917 году. Она написана от руки и раскрашена яичными красками, которыми покрывают сами игрушки.
В иностранном отделе хранится полное собрание «Энциклопедия наук, искусств и ремесла» Жана Д’Аламбера и Дени Дидро 1754 года, книга архитектора Андреа Палладио об ордерах и реконструкции античных памятников «Четыре книги по архитектуре», труды Исаака Ньютона, Альберта Эйнштейна, Готфрида Лейбница.
Крупнейший фонд периодики включает более 1800 наименований, многие из которых собираются с первого выпуска. Среди них «Ежемесячные сочинения к пользе и увеселению служащие» (1755—1757 годы), «Ежемесячные сочинения в учёных делах» (1763—1764 годов), «Горный журнал» (выходил с 1826 года), «Электричество» (выходил с 1880 года) и другие.

## Награды
- Орден Трудового Красного Знамени (1972 год)[283].
- Почётная грамота Московской городской Думы (28 ноября 2007 года) — за заслуги перед городским сообществом[284].